# Leopold von Sacher-Masoch
Pour les articles homonymes, voir Sacher et Sacher-Masoch.
Œuvres principales
La Vénus à la fourrure
 La Pêcheuse d'âmes
 La Mère de Dieu
 Don Juan de Kolomea
 Le Legs de Caïn
Leopold von Sacher-Masoch, né le 27 janvier 1836 à Lemberg en royaume de Galicie et de Lodomérie (aujourd'hui Lviv en Ukraine) et mort le 9 mars 1895 à Lindheimen Allemagne, est un historien et écrivain journaliste autrichien de langue allemande. Le mot masochisme est formé à partir de son nom.
Issu d’une lignée bohémienne et slave, fils du préfet de police de Lemberg, il porte en lui les empreintes d’une enfance hantée par une scène fondatrice : depuis sa cachette, il surprend sa tante Zénobie en train d’humilier son mari, le rouant de coups de fouet. Mais lorsqu’elle s’aperçoit de sa présence, elle l’attrape et, sans pitié, lui inflige à son tour la même correction.
Par la suite, il est fasciné par des lectures où les femmes ont un rôle prédominant : les images de martyrs torturés le mettent dans un état fiévreux. Il est subjugué par l'art. En peinture, il est médusé par l'œuvre de Rubens qui représente son épouse Hélène Fourment nue, musclée et ensauvagée de fourrure. En sculpture, il est amateur des Vénus de pierre et de marbre ; il admire Auguste Rodin et le lui témoigne.
Écrivain passionné par le théâtre, Masoch écrit deux pièces autour de la politique qui furent en leur temps plébiscitées par le public. Pour l'historien Bernard Michel, qui considère Sacher-Masoch comme un des plus grands écrivains d'Europe centrale, ce sont « des pièces de circonstance dont les hardiesses n'étaient compréhensibles que par les contemporains ». Leopold von Sacher-Masoch est aussi le créateur d'une revue littéraire, Auf der Höhe, à laquelle les plus grands écrivains européens de l'époque participent.
À partir des années 1880, le psychiatre Richard von Krafft-Ebing forge le mot masochisme pour nommer ce qu'il considère comme une pathologie. Il rend ainsi le nom de Leopold von Sacher-Masoch célèbre, mais son œuvre d'écrivain tombe dans l'oubli. À la fin des années 1960, le philosophe Gilles Deleuze s'intéresse à nouveau à Sacher-Masoch. Depuis, une grande partie de ses romans et nouvelles a été rééditée et fait l’objet de nombreuses analyses critiques de la part des chercheurs.

## Biographie

### Vie
Leopold von Sacher-Masoch est né le 27 janvier 1836 à Leopol (Lemberg en allemand, Lviv en ukrainien), alors située en Galicie, une province orientale de l'empire d'Autriche, aujourd'hui en Ukraine. Il est le fils de Leopold von Sacher, le préfet de police de Lemberg, dont le propre père, originaire de Bohême, est envoyé en Galicie, en tant que haut fonctionnaire à la fin du XVIIIe siècle et reçoit en 1818 le titre transmissible de chevalier. La mère de l'écrivain, Caroline Masoch, est la fille d'un médecin de Leopol dont la famille est d'origine tchèque ou slovaque et qui, en 1838, fait prendre à la famille de son gendre le nom de Sacher-Masoch de crainte que son nom disparaisse.
Contrairement à ce qu'affirmeront certains des détracteurs du « philosémitisme » de Sacher-Masoch, sa famille n'est pas d'origine juive, mais catholique, quand bien même elle se targue d'un ancêtre paternel venu d'Espagne comme capitaine de cavalerie dans l'armée de Charles Quint.

#### Enfance
Sur le plan personnel, deux personnes ont sur lui une influence déterminante, sa nourrice Handscha et la tante Zénobie.

##### La nourrice Handscha

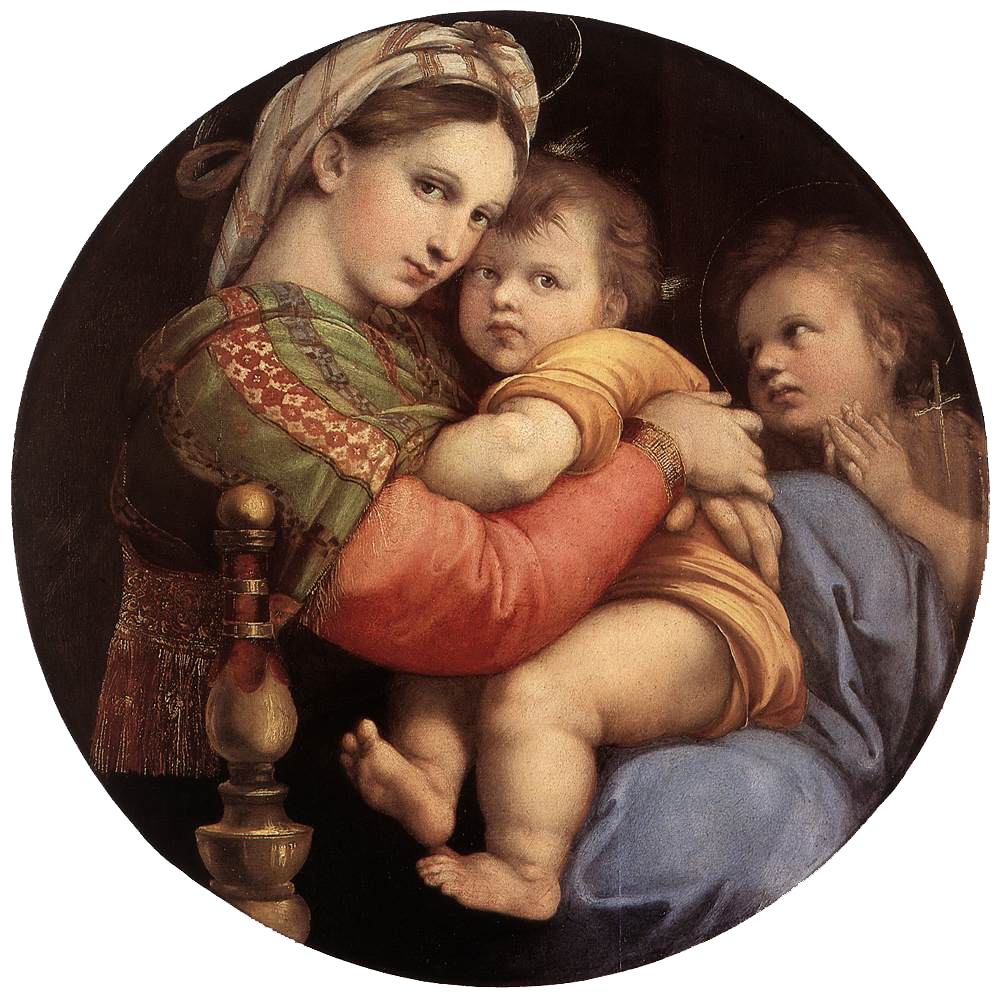
La Vierge à la chaise de Raphaël, 1513-1514.

Pour l'enfant, la première apparition qui émerge des nimbes de son passé, c'est Handscha, sa nourrice ukrainienne. Elle deviendra un personnage récurrent dans l'œuvre masochienne.

Lorsque Sacher-Masoch la décrit, il précise qu'elle porte des bottes de maroquin rouge. Nombreuses seront les femmes cruelles bottées de maroquin rouge dans l'œuvre masochienne. Pour Masoch les femmes qui l'entourent font très souvent référence à une œuvre d'art, un peintre ; pour Handscha c'est une madone à la chaise de Raphaël.
« À la différence de sa véritable mère, la nourrice Handscha apparaît rétrospectivement à Leopold comme un objet de désir sexuel qui prend tout son prix, justement parce qu'elle est convoitée par ce qui compte dans la société, dans la hiérarchie du pouvoir et de l'amour. Elle est l'image originelle de la séductrice, ce qu'il ne cessera de rechercher toute sa vie. »
Il mentionne Handscha dans ses souvenirs publiés en 1887 dans Le Gaulois.
Avec Handscha il parle russe, langue natale de sa nourrice. Il fait également l'apprentissage d'autres langues : le français, le ruthène, le polonais et s'initie à l'allemand. Le milieu culturel dans lequel il évolue est celui d'un panslavisme populaire rehaussé d'une pratique du français, apanage de la bourgeoisie cultivée. Jean-Paul Corsetti ajoute qu'il est aidé par une gouvernante française, du nom de Mlle Martinet.

Handscha, fille de paysans slaves, était opulente, robuste. « Handscha de haute stature, son allure presque majestueuse de blonde Junon épanouie. » Il compare Handscha à La Vierge à la chaise de Raphaël.

##### Fièvre typhoïde, domination bienveillante et première émotion
Une fièvre typhoïde le cloue au lit. Dans ce texte aux accents proustiens, nous dit Bernard Michel, Sacher-Masoch évoque ses fantasmes : « J'éprouvais une sorte de volupté en la servant, en lui obéissant, en subissant ses caprices. Des ours, la belle sultane, Napoléon 1er. » 

En lisant Les Confessions de Jean-Jacques Rousseau il découvre la délectation de ce dernier à recevoir des fessées de Mlle Lambercier, il comprend que son cas n'est pas isolé.
Pour Paul-Laurent Assoun, la scène primitive est là : « C'est donc à la merci de son infirmière, fantasmée en maîtresse des corps, que Leopold von Sacher-Masoch enfant ourdit le premier mot de son scénario. C'est en cette dépendance à la fois effrayée et jouissante qu'il voit émerger en quelque sorte pour la première fois, à son chevet, la Femme devant laquelle il s'agenouillera sa vie durant pour la supplier de rejouer ce rôle de domination bienfaitrice. Le traumatisme ultérieur ne fera que fournir sa réalisation dramatique à ce fantasme précurseur. Ç'aura été le service rendu par cette tante Zénobie de réaliser l'attente primitive et de confirmer l'espoir et la crainte, tant le masochiste espère le pire qu'il craint… »

##### Tante Zénobie - La scène primitive
La scène avec sa tante Zénobie est la scène primitive de Masoch. La femme bourreau est une tante éloignée qu'il nomme Zénobie, reine de Palmyre : « Tout à coup, la comtesse, fière et superbe, dans la grande pelisse de zibeline entra, nous salua et m'embrassa, ce qui me transportait toujours aux cieux ; puis elle s'écria : Viens, Leopold, tu vas m'aider à enlever ma pelisse. Je ne me le fis pas répéter. Je la suivis dans la chambre à coucher, lui ôtai sa lourde fourrure que je ne soulevai qu'avec peine, et je l'aidai à mettre sa magnifique jaquette de velours vert, garni de petit gris, qu'elle portait à la maison. Puis je me mis à genoux devant elle pour lui passer ses pantoufles brodées d'or. En sentant ses petits pieds s'agiter sous ma main, je m'oubliai et leur donnai un ardent baiser. D'abord ma tante me regarda d'un air étonné, puis elle éclata de rire, tout en me donnant un léger coup de pied » (publié pour la première fois dans la Revue bleue). Pour Élisabeth Lemirre et Jacques Cottin « La scène se fixe sinopie de tout l'œuvre. L'attirail masochien se fixe aussi : le port altier de la femme, les fourrures, la Kazabaïka ourlée de petit gris, la pantoufle, le pied, le coup de pied qui fera bleuir de plaisir… » font partie de la scène primitive toujours recommencée, vécue par fragments etc.
Ensuite Sacher-Masoch raconte comment, caché, il a espionné cette tante si fascinante qui trompait son mari, comment il a assisté à l'humiliation de ce dernier. Alors que le petit Leopold est caché derrière un porte-habit, patatras ! Le porte-habit tombe. Et la tante Zénobie découvre le petit voyeur.

« … et toute la fureur de Mme Zénobie se déversa sur moi. […]
- Comment ! tu étais caché ? Tiens, voilà qui t'apprendra à faire l'espion ! […]
- Je m'efforçais en vain d'expliquer ma présence et me justifier : en un clin d'œil elle m'eut étendu sur le tapis ; puis, me tenant par les cheveux de la main gauche, et posant un genoux sur les épaules, elle se mit à me fouetter vigoureusement. Je serrais les dents de toutes mes forces ; malgré tout, les larmes me montèrent aux yeux. Mais il faut bien le reconnaître, tout en me tordant sous les coups cruels de la belle femme, j'éprouvais une sorte de jouissance. Sans doute son mari avait éprouvé plus d'une fois de semblables sensations, car bientôt il monta dans sa chambre, non comme un mari vengeur, mais comme un humble esclave ; et c'est lui qui se jeta aux genoux de la femme perfide lui demandant pardon, tandis qu'elle le repoussait du pied »

Cette scène primitive, ce vécu toujours revécu, aménagé, photographié, figé dans son imaginaire a marqué son enfance et déterminera non seulement son œuvre, mais aussi sa sexualité. Comme Jean-Jacques Rousseau a vécu sa scène primitive avec Mlle Lambercier.
Pour Jean-Paul Corsetti, Zénobie, cruelle et tendre, souveraine et charmeuse, semble faire pivot dans l'inconscient du petit Leopold « et suivant les versions, elle occupe le centre d'une scène capitale et primitive ».
le père de Sacher-Masoch est commissaire, enfant il passe ses premières années dans la préfecture de police, lieu privilégié pour les mises en scène soldatesques et les déguisements. Dans cette maison de police qui fut la maison de son enfance, il voit depuis sa fenêtre des vagabonds, des criminels enchaînés, des « prostituées ricanantes et fardées ».
Au journaliste français Victor Tissot, il déclare : « Ma jeunesse s'est écoulée au milieu des gendarmes, des soldats et des conspirateurs. Chaque jour on administrait la schlague sous les fenêtres de la maison de mon enfance , ».L'enfance de Sacher-Masoch est marquée par deux évènements politiques, le soulèvement de Cracovie en 1846, dont il vit les effets à Leopol, et la révolution de Mars, en 1848, qu'il vit à Prague.

##### Massacres en Galicie
En 1846, il vit les massacres de Galicie, au moment du soulèvement brutal des communautés paysannes contre leur seigneur. Leopold von Sacher-Masoch a dix ans et découvre la violence dans l'histoire des guerres civiles. La misère des paysans est un déclencheur. La justice paysanne lynche ceux qui s'opposent. Leopold von Sacher-Masoch en témoigne dans trois romans : La Justice des paysans (1877), Le Paradis sur le Dniestr (1877), La Mère de Dieu (1883). Dans cette révolution Leopold von Sacher-Masoch est fasciné par le personnage de Jakub Szela, chef des paysans polonais. On le retrouve souvent dans les romans de Sacher Masoch.
Il gardera en mémoire « les petites charrettes misérables » qui transportaient les blessés et les morts,le sang coulait à travers la paille et les chiens léchaient disait-il. Image terrible, Masoch raconte à Thérèse Bentzon qui en témoigne dans la Revue des deux Mondes. Le jeune Leopold a tout vu de ces massacres. Il décrit les scènes dans deux romans : Une histoire Galicienne (1858) et Le Nouveau Job (1879).

##### Les barricades de Prague. Il n'a que douze ans

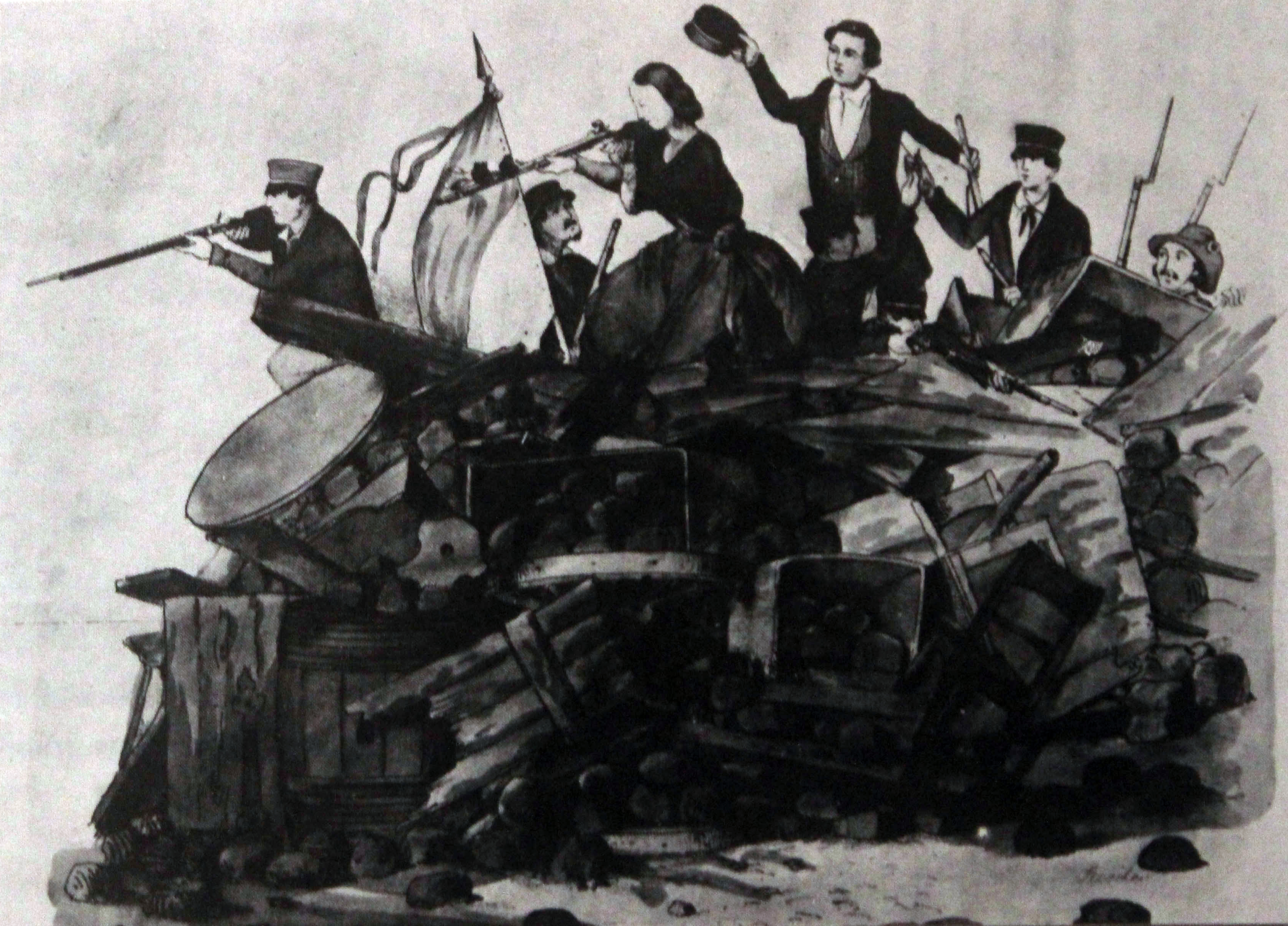
L'amazone de Prague sur les barricades en 1848, archives de Sacher Masoch.

Après son doctorat en philosophie obtenu à l'université de Graz, Leopold von Sacher-Masoch étudie l'histoire. En 1856, il donne des cours à l'université de Graz. Il coupe les ponts avec l'université après onze ans de démêlés avec un milieu universitaire dans lequel il ne s'était jamais vraiment intégré. Il publie un ouvrage historique où il relate les barricades de Prague 1848. Le 12 juin 1848, la révolution éclate. Sacher-Masoch se retrouve sur les barricades à côté des insurgés. Il se souvient de ce premier jour en dédiant son premier ouvrage, L'Insurrection de Gand sous Charles Quint en 1857.
En 1848, la famille se retrouve à Prague. Les Tchèques élèvent des barricades. Sacher-Masoch est là. Il observe
Mikhaïl Bakounine plaider, écoute, subjugué. Mais, avant tout, malgré ce climat révolutionnaire, il décrit les femmes polonaises : Aphrodites de la Vistule, expression qu'il emprunte à Heinrich Heine. Et pour Georges-Paul Villa, la légende veut que Sacher-Masoch, dans ce climat d'émeutes, ait fait une apparition accompagnée d'une jeune cousine vêtue d'une pelisse et portant un pistolet à la ceinture. Elle aurait jeté des ordres que Masoch aurait exécutés. George-Paul Villa de conclure que cette anecdote s'accorde trop bien avec les fantasmes de Masoch. Or Masoch n'a que douze ans à cette époque. « Ce fut là que j'entendis pour la première fois siffler les balles. Mais j'étais tellement excité qu'elles ne m'imposaient guère. La lutte me grisait et m'entraînait comme un cheval de cosaque ». Pendant cette tuerie, une femme du peuple cria : « Que fais-tu ici, malheureux enfant ? Tu veux donc te faire assassiner ? Rentre chez toi, chez ta mère ! » « Elle s'empara de mon bras, malgré moi, et m'entraîna vivement ». Bernard Michel affirme qu'il est hors de doute que Masoch ait assisté à ces évènements. Il en a été aussi témoin par des récits postérieurs.
Enfin Sacher-Masoch décrit les combattantes « Miroslawa entra, en courant, dans le jardin, où je me trouvais à ce moment. Elle portait une jaquette bleue, garnie de fourrure blanche, et une toque rouge. Deux pistolets et un poignard garnissaient sa ceinture (…) Sur une barricade, nous aperçûmes une superbe amazone, le fusil au bras ». Il ne s'agit pas d'une simple vue de l'imaginaire de Sacher-Masoch. Son existence est attestée par une gravure de l'époque L'Amazone sur la barricade.
Elle s'appelait Theophilia Dittrichova. Elle était une ancienne serveuse, « son courage et la précision de son tir lui valurent les éloges d'Alberto Vojtěch Frič ».
À douze ans, spectateur ou acteur ? Masoch s'est identifié aux révolutionnaires.
À son sujet Masoch écrira plus tard : « La beauté et l'harmonie de ses formes semblaient indiquer que la nature l'avait créée tout exprès pour représenter les Omphales et les Sémiramis du monde slave, ses descendantes de la Wlasta tchèque et de la Jadwiga polonaise dont les cœurs étaient cuirassés aussi solidement que leur corps ». Faire référence à Omphale et Sémiramis est un thème récurrent chez Sacher-Masoch. On retrouve ce thème dans nombre de ses romans.
Lorsque Sacher-Masoch raconte l'Amazone de Prague :« Les yeux et la bouche, entrouverts, semblaient sourire ; mais la lèvre était plissée par une expression de défi. C'était bien le sourire féroce d'une amazone bohème ». Morte, elle est Vénus au corps de marbre.
Les barricades de 1848 marquent Sacher-Masoch à tout jamais. Il les évoque en 1881 dans ses Nouvelles Histoires juives. « Il y a environ quarante ans, dans cette grande époque lorsque les peuples s'éveillèrent à la ronde et commencèrent à secouer leurs chaînes ».

### Études
Le 28 juillet 1855, il passe brillamment l'épreuve d'histoire. Le 25 août il passe l'épreuve de philosophie et obtient son doctorat. Soutenu par Weiss, doyen de la faculté en 1856-1857, il décide de présenter une thèse d'habilitation pour accéder à l'enseignement supérieur. Il choisit Charles Quint.

### Inspiration

#### Handscha dans l'œuvre masochienne
Les bottes de maroquin rouge qui chaussent Handscha, et de multiples fois les héroïnes des romans de Masoch. Handscha apparaît rétrospectivement à Leopold comme un objet de désir sexuel. Elle est l'image originelle de la séductrice, ce qu'il ne cessera de rechercher toute sa vie.
Handscha fut la première femme qui lui donna le goût du cruel en se montrant implacable quand elle lui racontait les légendes d'Ivan le terrible, de la czarine noire, et de la juive Esterka « cette Pompadour juive de la Pologne » qui enchaînait le roi Casimir le Grand.

#### Criminels enchaînés, des «prostituées ricanantes et fardées»
Lorsqu'il évoque la maison de son enfance « il hésite entre la nostalgie du paradis perdu et l'évocation d'un enfer ».
Leopold von Sacher-Masoch passe ses premières années dans la préfecture de police, lieu privilégié pour les mises en scène soldatesques et les déguisements. Dans cette maison de police qui fut la maison de son enfance, il rencontre des vagabonds, des criminels enchaînés, des « prostituées ricanantes et fardées ». Au journaliste français Victor Tissot, il déclare : « Ma jeunesse s'est écoulée au milieu des gendarmes, des soldats et des conspirateurs. Chaque jour on administrait la schlague sous les fenêtres de la maison de son enfance ».
On retrouve ces brigands, les mises en scène soldatesques et les déguisements, ces criminels enchaînés, ces prostituées ricanantes et fardées, la schlague tout au long
de l'œuvre masochienne.

#### L'art
Fasciné par les arts, la peinture particulièrement l'a toujours inspiré et déclenche en lui une sorte de mysticisme. Il compare Handscha à La Vierge à la chaise de Raphaël. À Vienne, il découvre le portrait d'Hélène Fourment. Rubens l'a peinte nue enrobée d'une fourrure. Hélène Fourment nue, « ensauvagée de fourrure », devient une des obsessions de Sacher-Masoch. Il rêvait de découvrir Hélène Fourment vivante. Pour Masoch, il arrive le plus souvent que la découverte de l'amour se fasse à travers un tableau ou une statue « L'art est premier, la vie donne consistance à des rêves antérieurs ».
Les Vénus de Pierre, l'œuvre du Titien, Vénus au miroir, « Vénus obligée de s'enfouir dans une vaste fourrure pour ne pas prendre froid dans nos pays abstraits du Nord, dans notre christianisme glacé », écrira-t-il dans son roman La Vénus à la fourrure.

#### Les sectes religieuses
Deux de ses romans sont inspirés par les sectes religieuses de l'époque : La Pêcheuse d'âmes et La Mère de Dieu, concernent des sectes mystiques et sont selon Gilles Deleuze les plus grands romans de Sacher-Masoch.

#### Les images des martyrs
Vers dix ans il lit la vie des martyrs. Ces lectures, ces images, le mettront dans un « état fiévreux ». Severin décrit cet état fièvreux dans La Vénus à la fourrure et Masoch dans la Revue Bleue.
« La sensibilité de Sacher-Masoch plonge ses racines dans le catholicisme baroque de l'Europe centrale : exaltation du bizarre, supplices des corps déformés et mutilés, sentiments excessifs et de l'étrange […] Sans ses origines baroques, son univers reste incompréhensible ».
Sacher-Masoch a été fasciné par les images religieuses. Les supplices endurés par les saints, dit-il, le mettaient dans un état fiévreux.
« Déjà, tout enfant, j'avais pour le genre cruel une préférence marquée, accompagnée de frissons mystérieux et de volupté ; et, cependant, j'avais une âme pleine de pitié, et je n'aurais pas fait de mal à une mouche. Assis dans un coin sombre et retiré de la maison de ma grande tante, je dévorais les légendes des saints, et la lecture des tourments endurés par les martyrs me jetait dans un état fiévreux »

#### La nature. La déesse Isis
Il court dans la campagne, raconte que sa fantaisie lui joue des tours comme le Chevalier de la Manche. Il affirme qu'il possède au suprême degré la faculté caractéristique des Russes, celle de savoir écouter et observer. Il écoute la nature, il la personnifie. La Nature est Femme. Elle est déesse, maternelle, Déesse Mère comme dans les religions païennes. Elle enfante et anéantit. La Nature est sauvage, les violentes pluies de l'été, les grands gels de l'hiver, le vent, le chant des oiseaux.

#### Fascination pour les Vénus de pierre
Dans son autobiographie romancée La Vénus à la fourrure, le personnage principal Séverin vénère, adore les Vénus de pierre ; il écrit : « Même les chevelures sont de pierre ». Séverin se prosterne devant des Vénus de marbre ou de plâtre, il renverse les cartes, il s'agenouille aux pieds des idoles païennes en récitant des prières chrétiennes telles que l'Ave Maria ou le Notre Père.
Il admire Auguste Rodin et lui écrit dans une lettre :

« Cher Monsieur, je suis fier de votre amitié, car elle me prouve que vous avez trouvé dans mes œuvres un peu de cette vérité et de cette force élémentaire que j’ai tant admirée dans tout ce que j’ai vu de vous. J’ai rêvé la nuit de vos magnifiques tigresses humaines, et j’en rêve encore les yeux ouverts en plein jour. C’est un peu le type de ma Vénus aux fourrures que je ne puis vous offrir malheureusement car elle n’a pas paru en français. Le marbre et le bronze s’animent sous vos doigts, comme la terre sous le souffle de Dieu, le sixième jour de la Création. Vous avez donné à cette Matière Morte ce qui lui manquait depuis Phidias, le mouvement et la vie. Je vous serre la main encore une fois et vous dis de tout mon cœur Au revoir. »

#### Les lectures de l'enfance

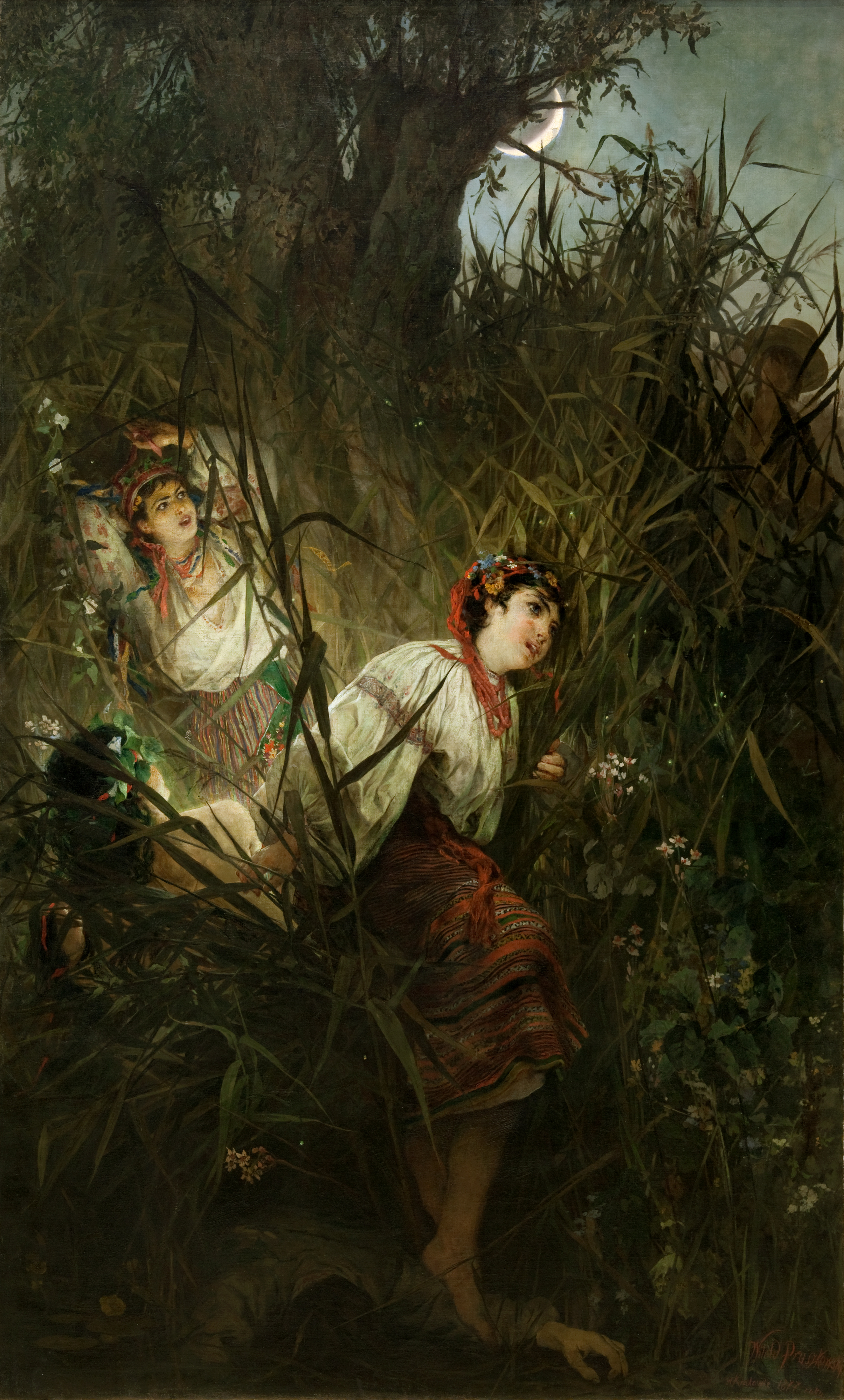
Rusalkoja (1877) Witold Pruszkowski.

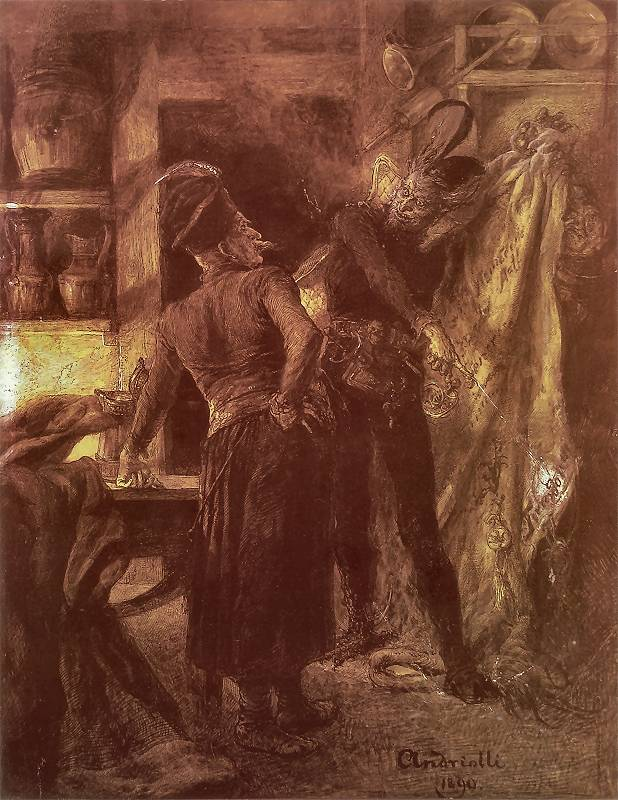
Pan Twardowski et le diable. Dessin de Michał Elwiro Andriolli.

Les récits du folklore ukrainien que lui contait Handscha et les mouvements révolutionnaires et nationaux dont il fut témoin marquèrent profondément le jeune Léopold, et par conséquent l'influencèrent durablement. Il mentionne Handscha dans ses souvenirs publiés en 1887 dans Le Gaulois.
Lorsque Leopold était enfant, Handscha l'avait repu de contes slaves, folklore caractérisé par la violence de ses héros, et où les femmes avaient des rôles de premier plan. Sacher-Masoch était fasciné par le knout. À l'époque on punissait les malfaiteurs et les insoumis avec cet instrument. Les tsarines du XVIIIe siècle l'avaient si souvent prescrit qu'il faisait partie en quelque sorte de l'histoire russe. Dans son autobiographie Masoch raconte qu'il fut fasciné par la cruelle Russalka qui attire à elle les beaux jeunes gens qu'elle étrangle avec sa chevelure d'or.
Par Mlle Martinet, le français devient sa deuxième langue maternelle.

À cinq ans il lit et parle couramment le français. Il lit Télémaque, Don Quichotte et les Contes des mille et une nuits.
Il se familiarise plus avec les dieux grecs qu'avec Jésus. Avec Pâris, il dit donner la pomme fatale à Vénus, « Je voyais Troie brûler et suivais Ulysse dans ses voyages aventureux ».
Tandis que Thérèse Bentzon, qui fut sa traductrice et son agent, raconte que Barbe-Bleue et le Chat botté l'enchantèrent à l'égal de Pan Twardowski et de la Roussalka.
À dix ans il lit Molière, la campagne de 1812, de Ségur, le Gil Blas, à douze ans Voltaire souvenirs publiés dans Le Gaulois

Il se passionne pour Bernardin de Saint-Pierre, Paul et Virginie. Il trouve une sensibilité à la nature. Il ignore la littérature romantique française, ne lit de Balzac que la physiologie du mariage.

#### Antiquité ancienne ou légendes slaves?
L'historien Bernard Michel, qui considère que l'étude de Deleuze est la plus importante précédant celle de Pascal Quignard, laquelle semble être en désaccord avec Gilles Deleuze sur ce point particulier. « Ce serait une erreur de croire que l'érotisme de Sacher-Masoch se nourrit de l'Antiquité. Il n'emprunte à l'Italie antique que des représentations esthétiques les froides statues de Vénus. Mais, lorsqu'il parle d'amazones, c'est moins à l'Antiquité qu'il songe qu'aux anciennes légendes slaves : les amazones tchèques Vlaasta, Šárka (cs), (qui a inspiré à Janáček un opéra du même nom), auprès de la magicienne Libuše (en allemand Libussa). Son imaginaire sexuel se nourrit des contes slaves de son enfance. ». Pour Bernard Michel, Pascal Quignard a pressenti l'importance des contes de sa nourrice Mais comme il ne connaît pas le contenu des contes slaves, il n'en tire que des conclusions très limitées.

#### Les amours et obsessions
Toutes les femmes qu'il aimera, la Kottowitz, la Pistor, Wanda, apparaissent comme des réincarnations d'Handscha qu'il appelle « son idéal de femme. »

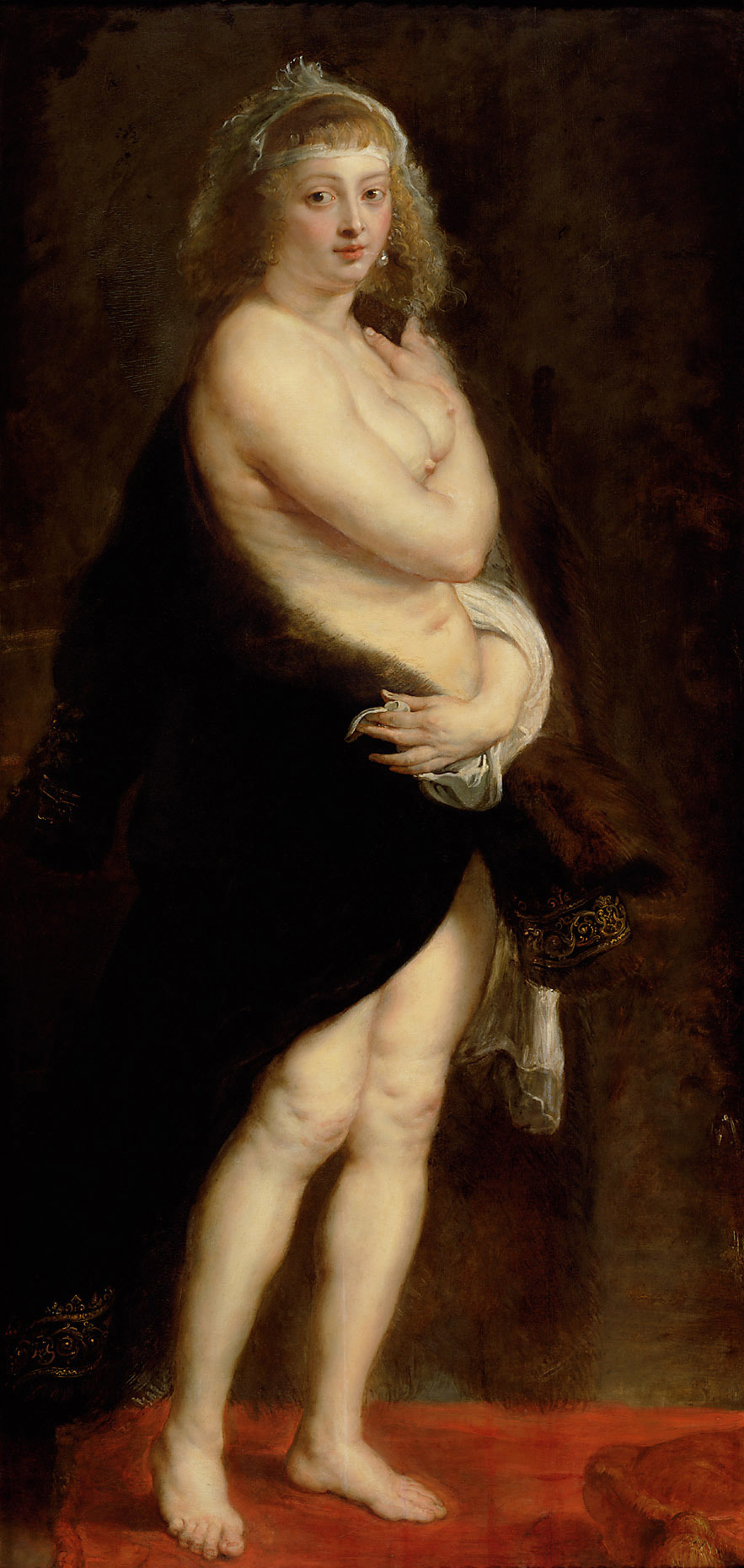
Hélène Fourment ou La Petite Pelisse (Het Pelsken), c. 1638 Kunsthistorisches Museum, Vienne.

Les années des barricades sont celles des premiers amours de l'écrivain. Leopold n'est pas un séducteur précoce. Il est mal à l'aise avec les jeunes filles. Il tombe amoureux en 1847 d'une de ses cousines Marie. Elle le trouble, devient son idéal et le reste pendant plusieurs années. Marie est l'amie inséparable de la sœur de l'écrivain, Rosa. Un jour il joue à cache-cache avec Marie et quelques autres enfants dont sa sœur Rosa. Marie l'attrape, il se jette à ses genoux, l'enlace, c'est alors qu'elle le gifle, presque en colère : pas d'enfantillages s'écrit-elle ! puis armée d'une branche elle le pousse en avant : « Voilà mon esclave cria-t-elle aux autres jeunes filles. Leur liaison reste vertueuse, et Marie décide de « cesser ces enfantillages ». C'est avec Mina, une jeune bonne qu'il découvre un amour plus charnel. Mais l'amour idéalisé comme l'amour physique de Mina l'épouvante. »
Lors d'un voyage à Vienne, il découvre dans la galerie impériale du palais du Belvédère le portrait d'Hélène Fourment. Elle est la seconde épouse du peintre Pierre Paul Rubens. Rubens l'a peinte nue enrobée d'une fourrure. Hélène Fourment nue, « ensauvagée de fourrure », devient une des obsessions de Sacher-Masoch. Il rêvait de découvrir Hélène Fourment vivante. Pour Masoch, il arrive le plus souvent que la découverte de l'amour se fasse à travers un tableau ou une statue « L'art est premier, la vie donne consistance à des rêves antérieurs ».
À quatorze ans, il tombe sous le charme d'Adela, son institutrice. Premier choc dit-il. Elle porte une veste bordée de fourrure, une kazabaïka. Elle a l'air sévère, le punit. Il rêve de baiser son petit pied. Et témoigne, à propos d'Adela, de son adorable accès de colère.
Un soir chez sa mère, il rencontre Hanna M. Il l'évite, mais malgré tout il est séduit. Elle est cantatrice, femme de spectacle. Ce type de femme qui le fascine. Baiser chaste, mais poursuit-il : je pouvais paraître ridicule dans mon rôle de Pétrarque ! Il était pessimiste quant à la durée de cette liaison platonique. Hanna se disait révolutionnaire. Elle prétendait correspondre avec Mikhaïl Bakounine, Giuseppe Mazzini, et être la confidente de Louis Kossuth. Cependant, malgré ses recherches, l'historien Bernard Michel ne trouve aucune trace de Hanna sur les listes des personnes suspectes. Apprenant l'attraction irrésistible de Masoch pour Hélène Fourment, un soir, dans son boudoir, Hanna décide d'incarner le tableau de Pierre Paul Rubens. Leopold est fasciné. Il trouve la ressemblance parfaite et la décrit avec tous les éléments fétichistes qui l'envoutent : « Elle était décoiffée sa chevelure se répandait sur ses épaules, son dos, comme de l'or rouge, retenue en même temps par un simple ruban et frissonnant sur son front comme celle d'une Vénus flamande [...] Des pantoufles brodées d'or enfermaient ses petits pieds [...] La jaquette de velours rouge, garnie et fourrée de zibeline dorée ». Alors qu'il voyage avec Hanna dans un rêve quasi religieux, entre la dame de compagnie qui sert le thé. Le voyage mystique se termine. Le charme est rompu. Masoch se battra en duel avec l'amant d'Hanna.
L'écriture de Sacher-Masoch est parsemée de répétitions de descriptions, quelquefois les mêmes. C'est une véritable ascension du fantasme. Et le style n'en souffre pas, bien au contraire.
Après 1898 lorsque Sacher-Masoch rompt avec l'université, commence pour lui une période de vagabondage amoureux. Il élabore la Vénus à la fourrure et s'en explique dans Les Messalines de Vienne (1873). C'est Jean-Paul Corsetti qui, selon Bernard Michel, donne les clefs de plusieurs de ses nouvelles. Et Sacher-Masoch confirme au même moment que La Vénus à la fourrure est bien son roman autobiographique : « D'ailleurs, ma Vénus à la fourrure repose sur des faits, si bien qu'à partir d'une série d'histoires réelles, naquit une histoire poétique — mon roman ».

### Ses aventures

#### Marie
Les années des barricades sont celles des premières amours de l'écrivain. Leopold n'est pas un séducteur précoce. Il est mal à l'aise avec les jeunes filles. Il tombe amoureux en 1847 d'une de ses cousines, Marie. Elle le trouble, devient son idéal et le reste pendant plusieurs années. Marie est l'amie inséparable de la sœur de l'écrivain, Rosa. Un jour il joue à cache-cache avec Marie et quelques autres enfants dont sa sœur Rosa. Marie l'attrape, il se jette à ses genoux, l'enlace, c'est alors qu'elle lui donne un coup de main[pas clair] sur la joue, presque en colère : pas d'enfantillages s'écrit-elle ! puis armée d'une branche elle le pousse en avant : « Voilà mon esclave cria-t-elle aux autres jeunes filles. Leur liaison reste vertueuse, et Marie décide de « cesser ces enfantillages ». C'est avec Mina, une jeune bonne qu'il découvre un amour plus charnel. Mais l'amour idéalisé comme l'amour physique de Mina l'épouvante. »

#### Anna de Kossov
Anna de Kossov est la première Vénus à la fourrure avec laquelle Sacher-Masoch eut une liaison avant Fanny Pistor. Elle se présente sous le nom de Baronne Reizenstein, elle écrivit sous le pseudonyme de Franz von Nemmersdorf. Elle va lui inspirer son roman : La Femme séparée,. Dans La Femme séparée, il décrit l'héroïne :« d'une présence surnaturelle et en même temps une présence animale. Elle a des yeux de louve, elle est vampire ».
Sacher-Masoch a une liaison décevante de courte durée avec la Baronne. Là où il attend une sultane despotique, il ne trouve qu'une femme dure et sèche. Il aurait aussi découvert qu'elle avait une liaison avec son domestique. Or Sacher-Masoch avait le fantasme de partager sa compagne en étant voyeur, mais pas celui d'être trompé.

#### Fanny Pistor

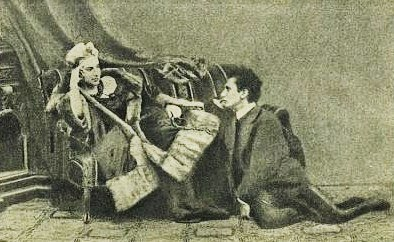
Masoch avec Fanny Pistor.

De novembre 1868 à juin 1869, il séjourne à Merano au Tyrol, à l'hôtel de l'archiduc Johann, puis à l'hôtel de la poste. Il fait la connaissance d'une jeune veuve de vingt-cinq ans : Fanny Pistor. Elle porte le nom d'une des plus grandes familles de Styrie, anoblies par le roi de Suède au XVIIe siècle. Elle est aussi la baronne de Bogdanoff. Et selon Bernard Michel, Carl-Felix de Schlichtegroll a tort de penser que Fanny Pistor est une femme différente de la baronne Bogdanoff.
Bernard Michel cite Sacher-Masoch qui décrit Fanny Pistor comme une des plus belles femmes de l'aristocratie de Vienne : « Elle était idéale [...] elle avait la ligne d'une statue grecque [...] Il semblait briller en elle quelque chose de supraterrestre [...] des yeux verts qu'on ne peut décrire, démoniaques à l'intérieur et en même temps froids comme de la glace [...] Le plus séduisant dans cette femme était sa démarche : elle marchait avec esprit avec toute la poésie de la volupté ; le cœur s'arrêtait dans votre poitrine, quand on la voyait marcher pour la première fois ».

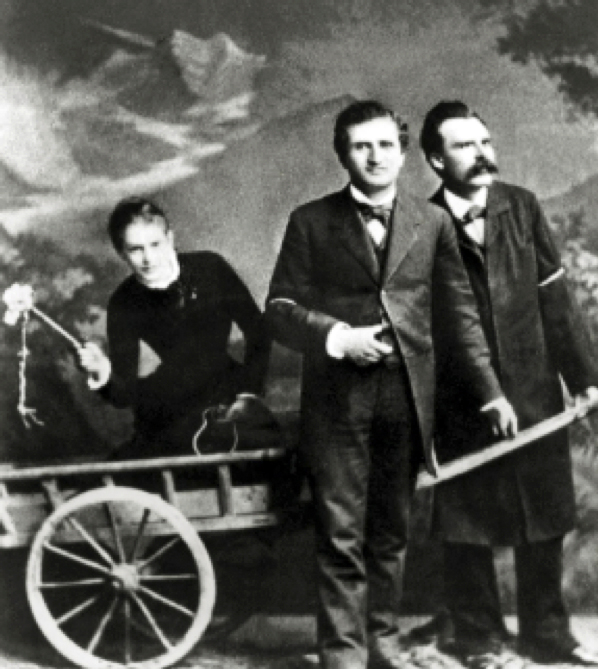
Nietzsche et Lou Salomé photographiés avec l'amant de celle-ci, Paul Rée. On aperçoit un fouet entre les mains de la cochère.

La fameuse photographie ci-contre, représentant Sacher-Masoch aux pieds de Fanny Pistor et datant de 1869 est, selon Bernard Michel, un passionnant document sociologique. Pour Michel, la seule photo qui a une force comparable est celle de Lou Andreas-Salomé avec pour pony boys Friedrich Nietzsche et Paul Rée, ci-contre également.
C'est avec Fanny Pistor qu'il signe son premier contrat.
L'interprétation que Bernard Michel fait du contrat est celle de Faust ou du personnage folklorique polonais Pan Twardowski. « Signer avec une femme la perte de sa liberté, c'est signer un contrat avec le diable, lui abandonner sa vie, son âme ».
Pour Bernard Michel, c'est l'univers de contes slaves de son enfance racontés par Handscha qui sont le déclencheur du choix du plaisir ou douleur érotique et donc une de ses scènes primitives
Dans le contrat il ajoute certaines clauses, la plus importante est la notion de temps : six mois, un an renouvelable. Il doit être libre de défendre son honneur, et surtout le contrat ne doit pas être une entrave à sa vie d'écrivain.
Ils rêvent de voyage au lointain où Masoch, nommé Gregor pour la circonstance, se présente comme son domestique. Il prétend se soucier de la réputation de Fanny von Pistor. D'après Bernard Michel, il ne s'en soucie guère. Ce qu'il cherche c'est donner réalité à son fantasme maîtresse-esclave. Elle prend le nom de princesse Bogdanoff pour lui faire plaisir, suppose Bernard Michel. Ils voyagent en Italie et Masoch s'aperçoit très vite que Fanny n'a ni le goût de la nature ni le goût du beau. C'est incompatible avec l'écrivain, pour Fanny von Pistor la condition de la beauté est la propreté. Là ou Sacher Masoch est subjugué par la culture antique, Fany von Pistor regrette la propreté des hôtels autrichiens.
Cependant c'est à Florence qu'ils se mettent à la recherche du Grec. Le fameux Grec, que Sacher Masoch poursuit dans ses fantasmes. Ce Grec qui doit devenir l'amant, en toute complicité, de la femme aimée. Elle rencontre Salvini un acteur italien. Salvini, qui croit à une relation banale, est surpris par la présence constante du domestique polonais. Ils s'isolent, mais Gregor le domestique prétend remettre du bois dans la cheminée. Salvini rentre dans une fureur folle, donne un pourboire au domestique. Masoch baise servilement les mains de Salvini. « Croyant frôler le sublime, Leopold se retrouve dans une pièce de théâtre de boulevard ». Salvini devient l'amant de Fanny, mais Leopold ne sera jamais fouetté par Salvini. Sacher-Masoch prend conscience du ridicule de la situation et abandonne Fanny.

#### Contrats
- Le contrat entre Mme Fanny de Pistor et Léopold de Sacher Masoch[60]
- Le contrat entre Sacher Masoch et Wanda[61]
- Récit d'un contrat de Sacher-Masoch, La victime dresse sa bourrelle. Il lui dicte ce qu'elle doit faire. Et à la fin, il exige qu'elle porte des fourrures pour le châtier[62].

### Ses épouses

#### Angelika Aurora Rümelin

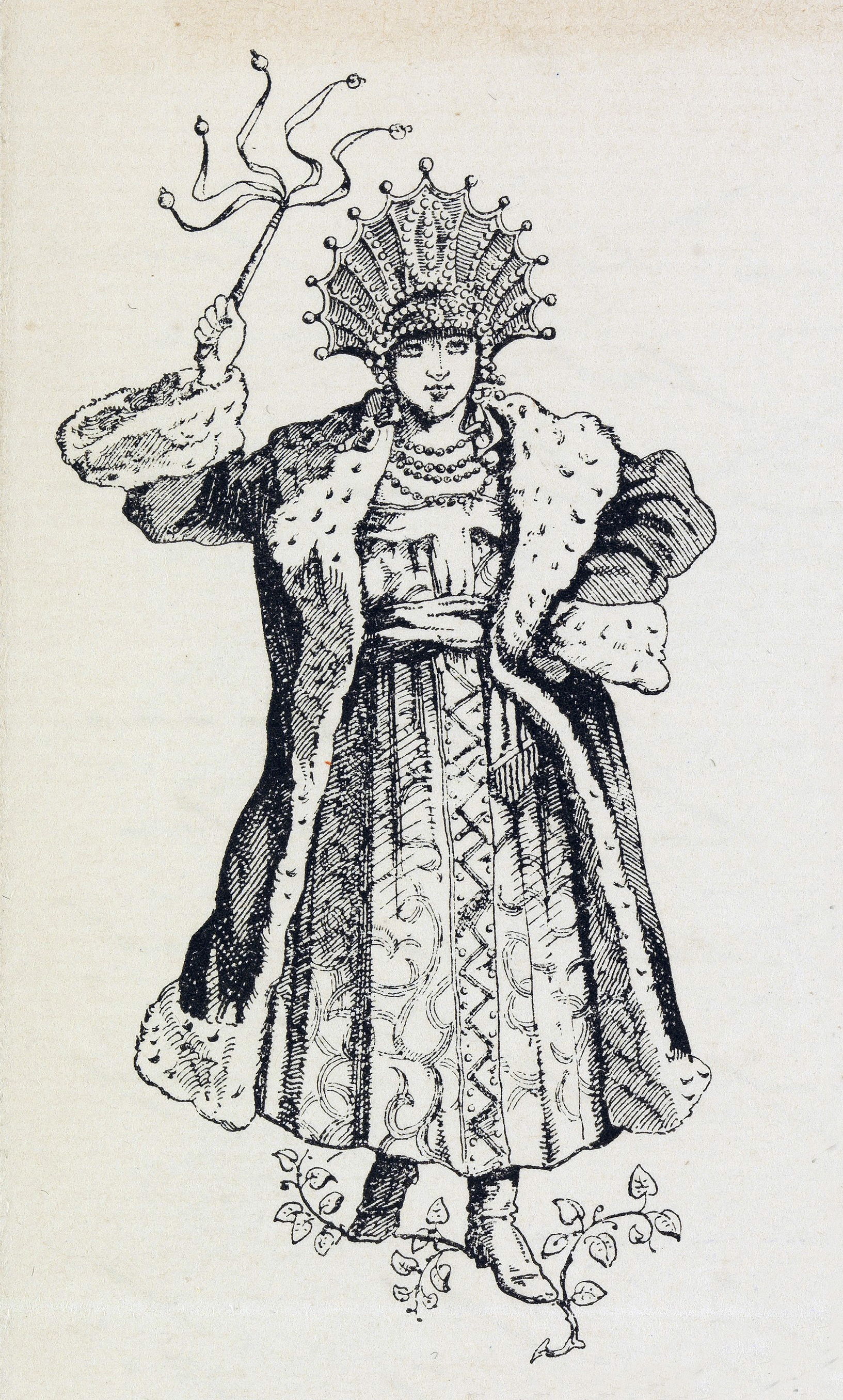
Vénus à la fourrure illustrant le papier à lettres de Sacher-Masoch.

Selon son autobiographie, Confession de ma vie, Wanda von Sacher-Masoch est née Aürora Rümelin. Et dès que Sacher-Masoch la rencontre, il la veut noble. C'est ainsi qu'il la baptise Wanda von Dunajew. Aürora vit entre une mère qui pleure au bord du lit et un père inactif qui prononce ces paroles : « N'aie pas peur, ça ne fait pas mal ; on allume un grand feu dans la cheminée, on ferme portes et fenêtres – nous nous endormons – et nous ne nous réveillons plus. »

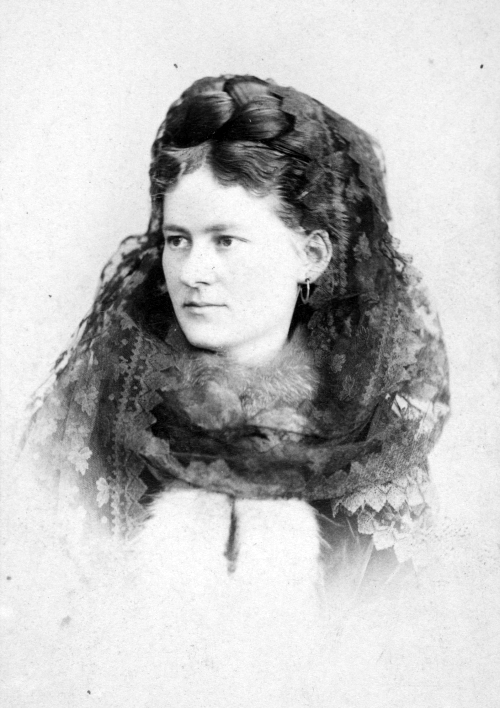
Wanda von Sacher-Masoch. Photographie de Leopold Bude.

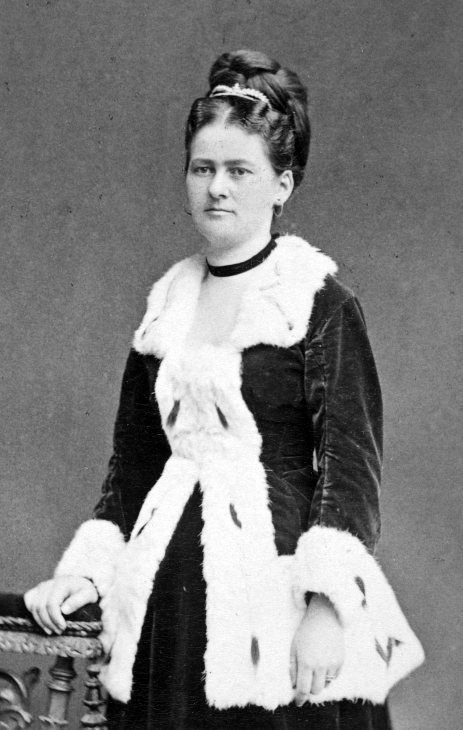
Wanda von Sacher-Masoch. Photographie de Michael Zanetto.

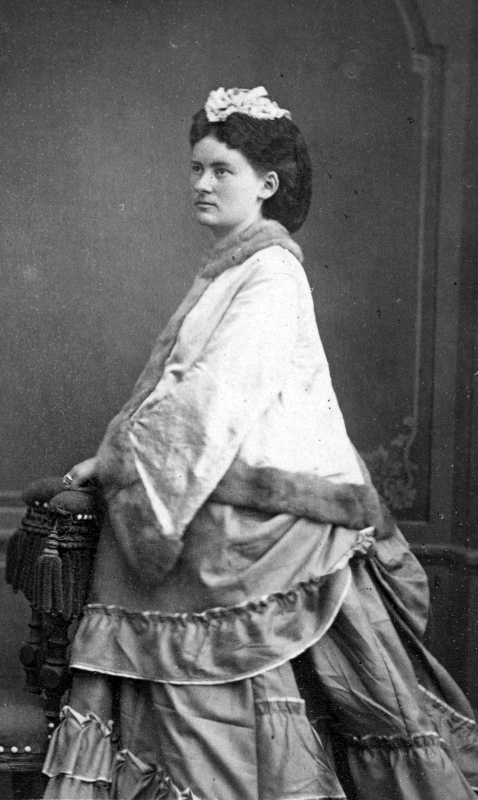
Wanda von Sacher-Masoch. Photographie de A. F. Czihak.

Elle est placée au couvent, privée de sa mère, elle dit avoir mis Dieu à sa place. À huit ans, elle retourne vivre auprès de sa mère. Son père fréquente les prostituées, il abandonne définitivement la famille. Elles ne le reverront jamais. Proche de la religion elle finit par s'en éloigner définitivement. Avec sa mère, elles vendent leur linge et gardent l'indispensable. Elles souffrent terriblement de la faim et ne survivent que grâce à des petits boulots de couture. Aürora se disait torturée par la faim, avoir la fièvre de la faim. Elle faisait les boîtes à ordures en quête du moindre morceau de pain. Et elles vivaient sans électricité.

Un jour, Madame Frischauer lui apporte un livre. Il s'agit du Legs de Caïn, l'ouvrage de Sacher-Masoch, dont madame Frischauer est une admiratrice. Berhold Frischauer, son fils ne le quitte jamais et madame Frischauer prétend que Masoch fascine toutes les femmes. 

« Vous ne connaissez pas Sacher-Masoch me répondait-elle ? Son Marcella Le conte bleu du bonheur, et La Vénus à la fourrure, il lui faut une femme qui le traîne sous le joug, qui l'enchaîne comme un chien et qui lui donne des coups de pied quand il se permet de grogner… »

 Aürora est persuadée que son interlocutrice se trompe. Du reste une autre, Madame Wieser, parle de la pureté des rapports de l'écrivain. Mais Madame Frischauer insiste très lourdement : « Voulez-vous parier avec moi que c'est la femme la plus méchante et la plus réprouvée qui lui serait la plus chère ? » En attendant, Madame Frischauer, entretient une correspondance épistolaire avec Sacher-Masoch et à chaque lettre l'écrivain « se jette à ses pieds et la supplie de couvrir son esclave de chaînes ».
Aürora se rend compte que madame Frischauer a mieux jugé Masoch. Et dans un premier temps Aurora Rümelin se désintéresse de Sacher-Masoch. Mais poussée par madame Frischauer, elle finit par céder et elle le rencontre.
Elle entame, à son tour, une relation épistolaire avec l'écrivain. Elle tombe sous le charme de la plume de Sacher-Masoch.

« Il avait un double idéal de femme, un bon et un mauvais, qui se disputaient dans son esprit. […] Il préférait se voir ruiner par un beau démon que de s'ennuyer avec une femme soi-disant vertueuse. […] Il est si modeste presque humble… »

Poussée par Leopold, Aurora écrit quelques nouvelles que Masoch fait publier dans un journal de Vienne. Elle reçoit une lettre qui contenait dix florins, son feuilleton est imprimé. Enfin sortie de la misère. Était-ce possible écrit-elle : « Ne pas mourir jeune dans la pauvreté et l'abandon, assurer les vieux jours de ma mère, chasser le vide de ma vie, tout cela possible ! »
Aurora est devenue Wanda von Sacher-Masoch. Ils se marient ont trois enfants. Aurora épouse un écrivain renommé, encensé, celui qui lui permettra de devenir à son tour écrivaine. Sacher-Masoch, lui, épouse celle qui doit incarner Wanda : La Vénus à la fourrure. L'une comme l'autre seront déçus.

#### Hulda Meister

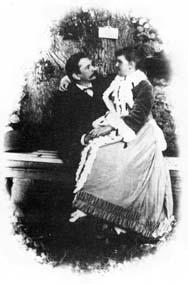
Leopold von Sacher-Masoch et Hulda Meister.

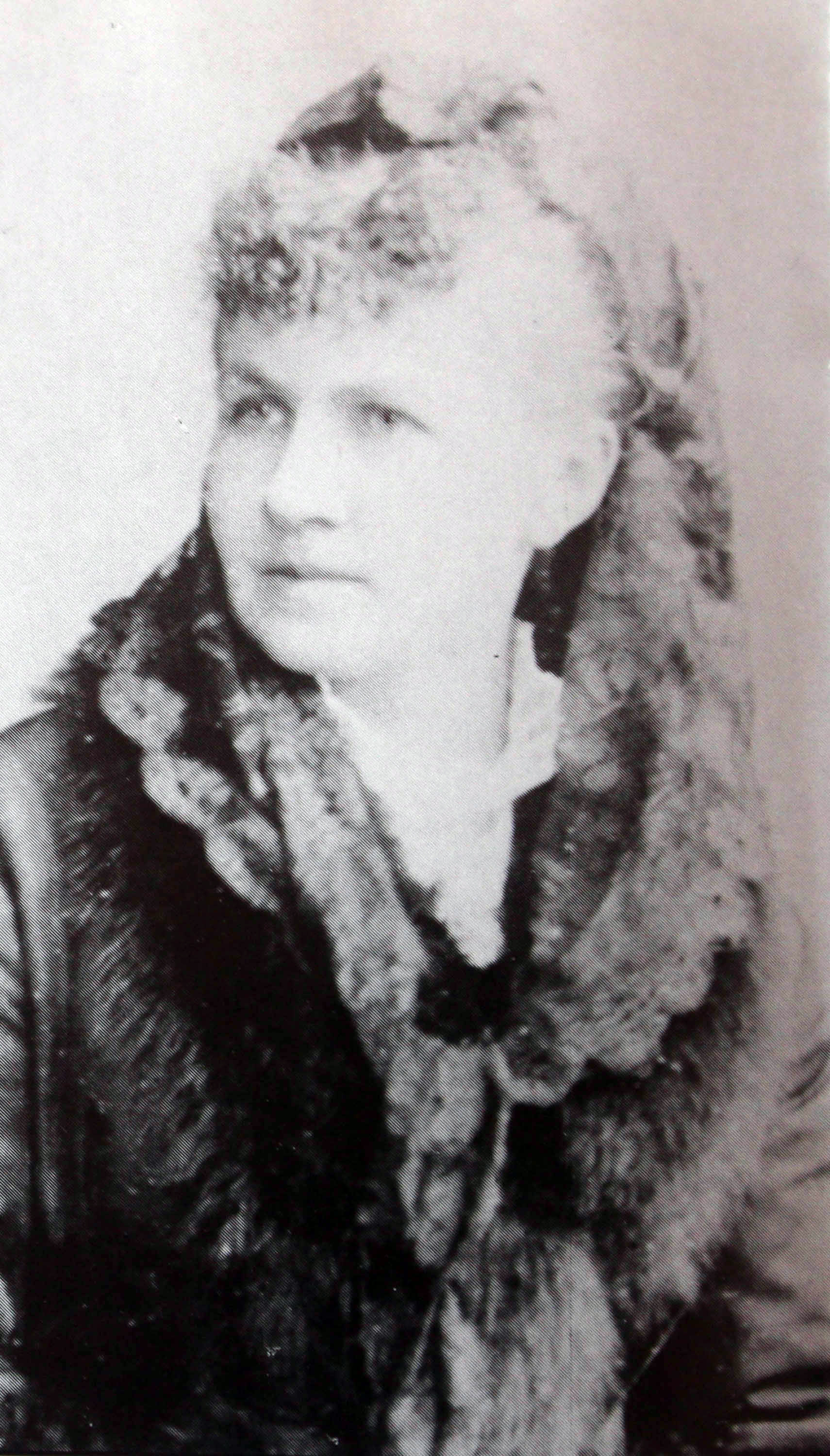
Hulda Meister deuxième épouse Sacher-Masoch (B.N. arch E.R.L. et CI. W. Hoffert archives Mme Saternus).

Elle a trente-six ans lorsqu'elle fait la connaissance de Sacher-Masoch. La relation n'a rien de passionnel. Sacher-Masoch lui fait trois enfants hors mariage : Olga, née à Leipzig en 1886 : Marfa, née à Paris en 1887 ; Ramon, né à Lindheim en 1889. Il semble en avoir fini avec sa recherche de la femme idéale, la femme fétichisée. Il a cependant des aventures hors couple : aventure avec Jenny Marr, puis à Paris avec la fille du peintre Schlesinger.
En septembre 1883, Sacher-Masoch est malade de la rougeole. Ses enfants sont également atteints. Hulda s'installe et les soigne : Lettre à Wanda
Sacher-Masoch est affaibli et croule sous les dettes. Il doit engager un procès contre Armand qui l'a escroqué et qui est à l'origine des dettes de l'écrivain. Dans sa lettre à Wanda, il écrit « c'est elle qui m'a sauvé plus d'une fois lorsque tout était saisi et devait être vendu ».
Dans son journal du 21 février 1884, Sacher-Masoch évoque les derniers jours de son fils Alexandre atteint du typhus, la visite de Wanda entre deux télégrammes de son amant. Les reproches qu'elle fait à Masoch. Elle repart le 28 février.
Alexandre meurt le 6 mars. Il a dix ans.
Sacher-Masoch doit liquider sa revue. Hulda est auprès de lui. Elle travaille la plupart du temps bénévolement.
En 1883, Sacher-Masoch est brisé après la rupture avec Wanda et la mort de son fils Alexandre. Hulda deviendra la deuxième épouse de Sacher-Masoch. En raison de ses difficultés à divorcer, ce n'est que bien plus tard qu'elle devient Hulda von Sacher-Masoch. Elle est cultivée, elle a reçu une éducation exceptionnelle pour l'époque : l'école d'institutrice de Stettin, et le conservatoire de musique de Berlin.
Masoch est déjà un grand mystique, comme beaucoup de grands écrivains. Avec la mort de son fils, il y plonge complètement. Plus tard, Il écrit Le Fou de Firleiouwka. Il est inconsolable. Dans sa préface à Fouet et Fourrure, Emmanuel Dazin nous dit : « Le Fou de Firleiouwka fait référence à une donnée d'une expérience individuelle, a priori impossible à envisager, la perte d'un enfant. On la voit pourtant s'articuler délicatement avec tout ce que Sacher Masoch, dans la vie commune, a bien senti tomber cruellement sous le coup de la fatalité naturelle ».

### Les masochiennes
« L'imaginaire masochien a pour caractéristique de s'ancrer dans des modèles de femmes souveraines et dominatrices qui pour fonctionner dans le scénario fantasmatique, doivent avoir existé. »
Sacher-Masoch évoque Dalila dans La Vénus à la Fourrure entre autres et Judith qu'il évoque dans Lola Fouets et Fourrures. À partir de la traitresse repentie, puis amoureuse et de la coupeuse de tête Paul-Laurent Assoun explique comment le fantasme s'articule : « l'imaginaire masochiste s'y accroche comme embrayeurs historiques de la scène primitive... ». D'après Paul-Laurent Assoun, Masoch serait inspiré par Roxane du Bajazet de Racine « elle joue sans cesse avec l'idée de la mise à mort de l'objet aimé [...] Roxane est aussi la plus sauvage de la féminité racinienne, et c'est à ce titre qu'elle fonctionne dans l'imaginaire masochien. » L'image d'une cousine moderne, soit une masochienne moderne serait selon Assoun La Reine Margot, Marguerite de Valois intrigante et voluptueuse. Décapitation « tant la femme masochienne a une prédilection pour la décapitation ». Décapitation, poison, Assoun cite tour à tour toutes les femmes déchainées, entre autres Lucrèce Borgia, qui fonctionnent dans l'imaginaire masochien. La très masculine despote Catherine II nommée « Catherine le Grand », celle qui arrache le pouvoir à Pierre III. Ce coup d'état frappe l'imaginaire masochien. C'est aux pieds de la despote éclairée que s'agenouille l'intelligentsia européenne.

### La femme idéale
« Qu'elle soit princesse ou paysanne, qu'elle porte l'hermine ou la pelisse de peau d'agneau, toujours cette femme aux fourrures et au fouet, qui rend l'homme son esclave, est à la fois ma créature et la véritable femme Sarmate ».

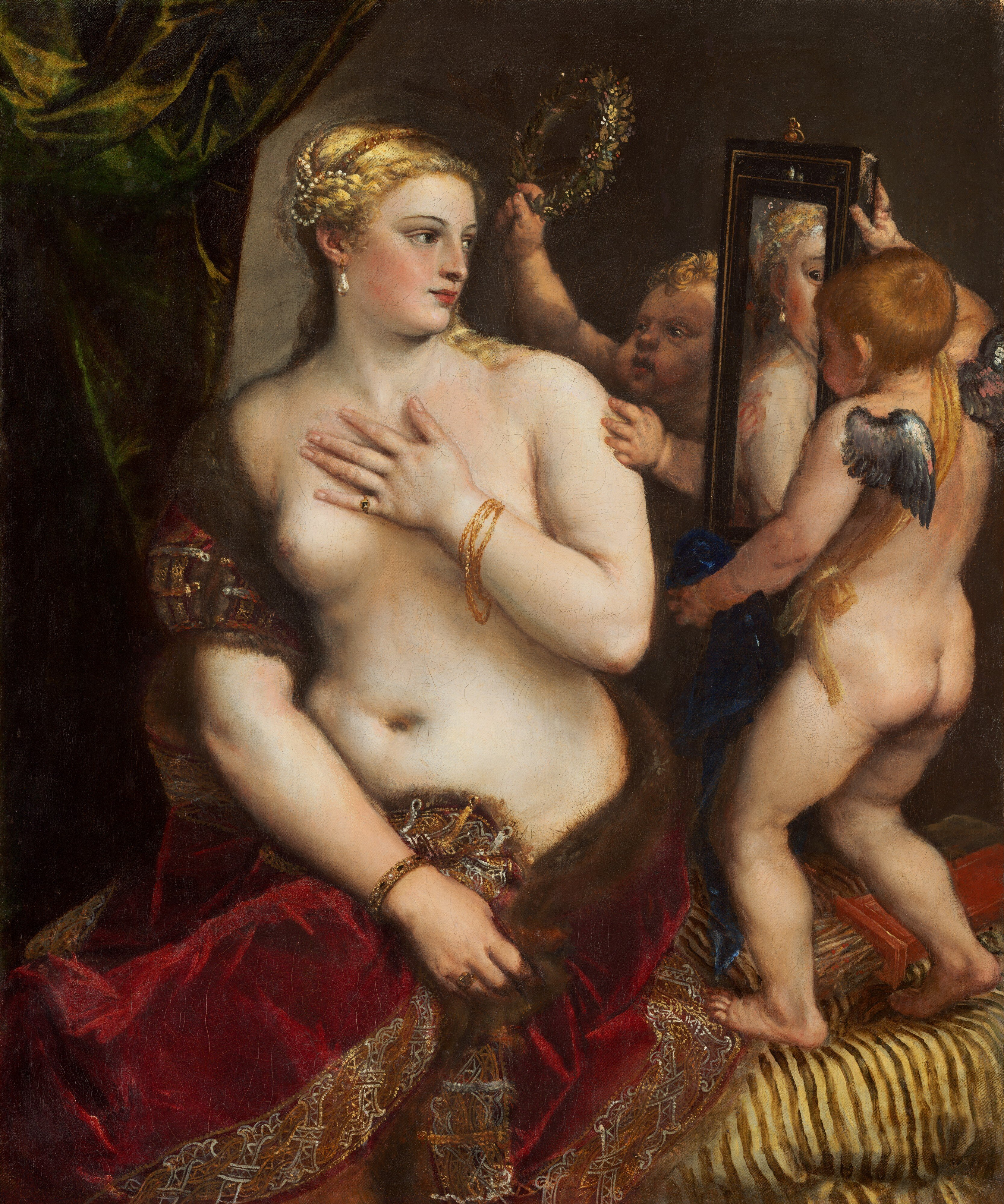
Vénus au miroir, Titien

Pour Masoch la femme idéale « appartient à l'aristocratie. À de très rares exceptions près, les héroïnes de ses romans sont nobles et vivent dans des manoirs ». « La vraie femme slave était aussi équipée d'un indispensable fouet de cosaque, à manche court »
Dans Les Messalines de Vienne (1879), elles sont des déesses descendues de l'Olympe pour charmer de simples mortels. Dans Les Idéaux de notre temps (1875), Plant est séduit par une belle inconnue qu'il confond avec la Comtesse Bartfeld. Il découvre que c'est une enfant adoptée et que sa mère revend des vêtements, le charme est rompu. Cette jeune fausse comtesse ressemble à Wanda qui s'invente une vie pour séduire Sacher-Masoch. Masoch ne cherche pas vraiment à en savoir plus tant il est fou de Wanda. Et ce n'est pas le fait qu'elle ne soit pas une aristocrate qui les sépare, la folie de Masoch pour Wanda n'a plus que faire de la naissance de Wanda, du reste il n'a jamais cherché vraiment à approfondir. Sa deuxième épouse n'est pas noble non plus. Seules les deux premières Vénus à la fourrure le sont : Fanny von Pistor et Anna von Kottowitz.

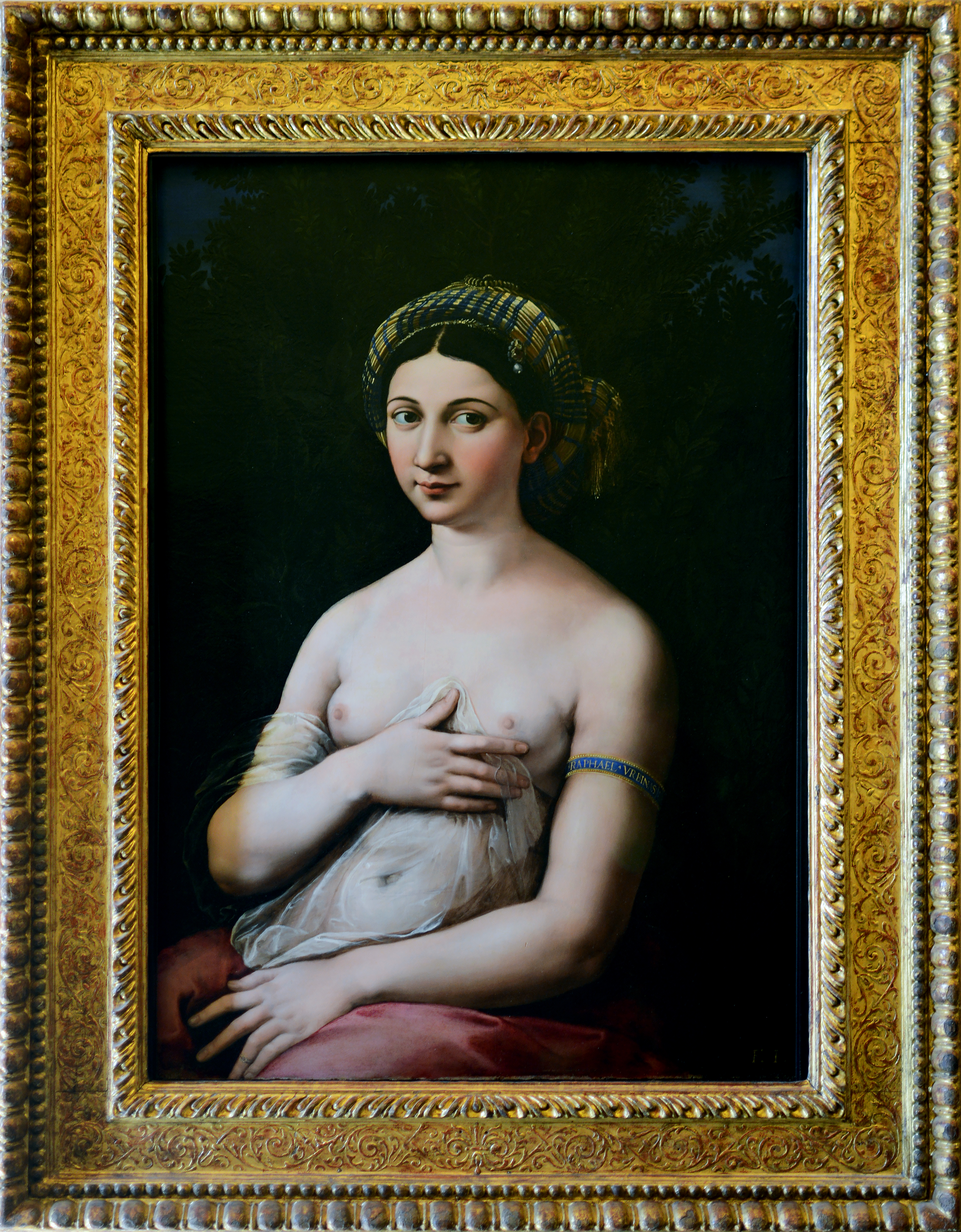
La Fornarina, 1518-1519)
Galerie nationale d'art ancien, Rome.

La femme idéale pour Masoch est celle qu'il décrit dans ses romans. Elle est avant tout une femme de goût, une femme de la haute société, une femme cultivée. Elle est cantatrice et ballerine à l'opéra. Elle est comédienne. Ou au moins, elle est une amatrice avisée fréquentant régulièrement les salles de concert, de théâtre. Elle est toujours forcément animale sauvage, « Venus ensauvagée d'une fourrure ». C'est la femme aux formes opulentes, au regard froid, aux nerfs d'acier, vêtue de fourrures. Elle porte toujours un fouet à la ceinture, des bottes, très souvent ces bottes sont de maroquin rouge comme celles que portait Handscha, sa nourrice.
Les interminables descriptions vestimentaires de ces femmes idéales, dans les romans de Masoch, sont toujours les mêmes : bottes, bottes cavalières, pantoufles, couleurs, soie, des drapés et surtout de la fourrure avec un goût tout particulier pour les Kazabaïka, ces vestes d'intérieur polonaises doublées et bordées de fourrure. Malgré le fétichisme exacerbé de ces répétitions, ses romans n'en souffrent pas. Sacher-Masoch saisit les moindres nuances de couleurs qui donnent de l'éclat, précise Bernard Michel.

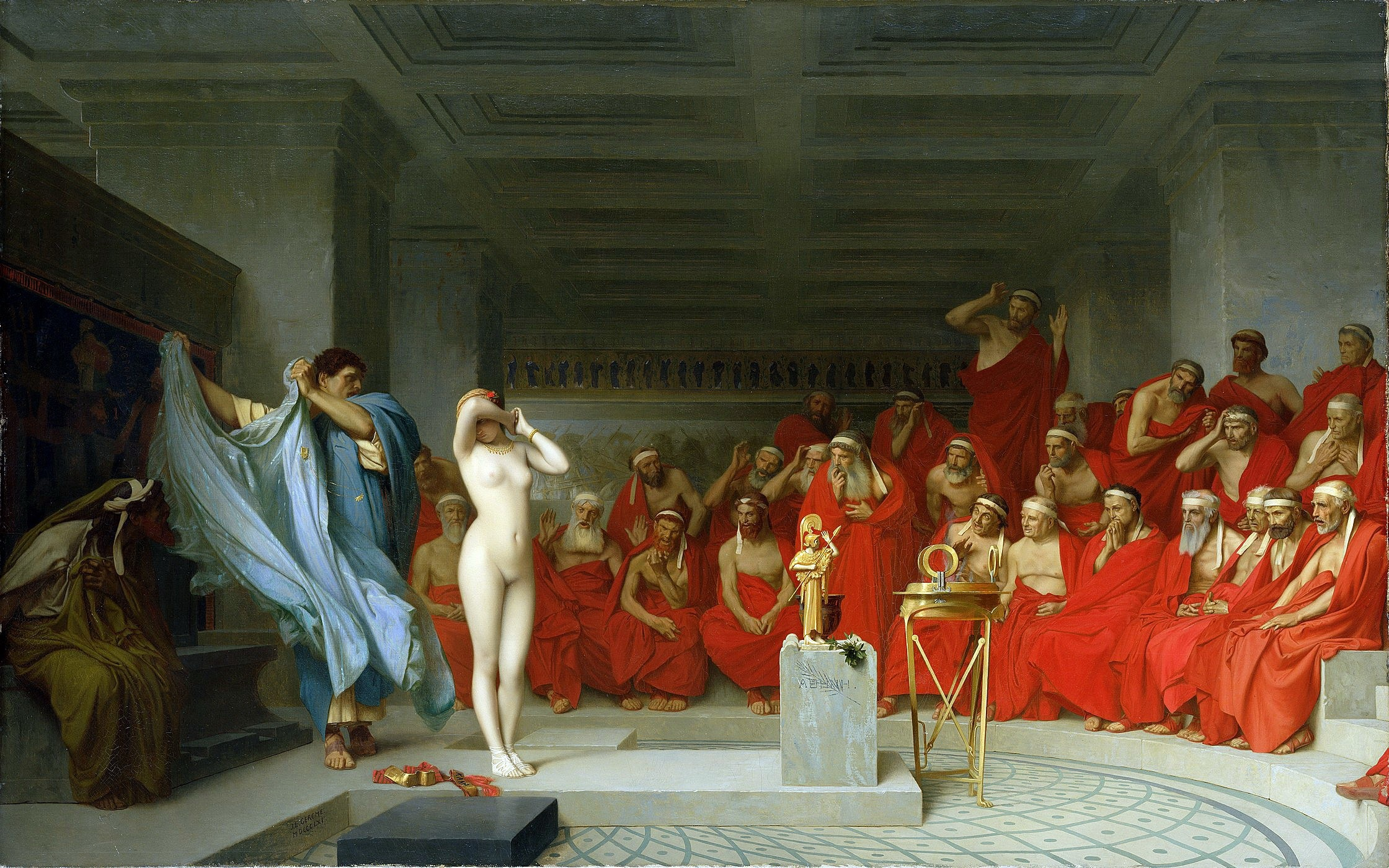
Jean-Léon Gérôme, Phryné devant l'Aréopage, 1861, conservé à la Hamburg Kunsthalle.

Phryné a notamment inspiré une toile à Jean-Léon Gérôme (Phryné devant l'Aréopage, 1861). Sacher-Masoch explique une des raisons de sa passion pour la fourrure, c'est qu'une femme portant de la fourrure serait animale et ne serait autre qu'une grande chatte. Et selon lui : c'est de là que vient l'influence bienfaisante et diabolique qu'exerce sur les êtres spirituels et impressionnables la compagnie des chats [...] De la fourrure Masoch continue avec l'art... « Raphaël n'a pas trouvé cadre plus précieux pour les formes divines de la Fornanira et le Titien pour le corps rose de sa bien-aimée qu'une sombre fourrure ».
La femme idéale est cruelle, quelquefois, Masoch, dans ses rêveries, dans ses œuvres, la rend sadique, criminelle. Elle est justicière comme la Tzarine noire. La femme idéale ressemble à toutes celles qui dans l'histoire de notre civilisation se sont montrées féroces, intrigantes, manipulatrices dominantes, à toutes les reines, impératrices tsarines, déesses, amazones, écuyères, les sauvages, les femmes animales au corps de tigresse, les Dalilas.
Pour Leopold Stern : si Masoch a un attrait spécial pour la cruauté et l'infidélité de la femme, il ne peut concevoir cet idéal féminin ayant l'âme d'un Néron dans un corps de Phryné, que couverte de fourrure. « La sensation que lui donne le baiser d'une femme couverte de fourrure est celle qu'il éprouverait à embrasser une bête féroce, une ourse par exemple et en même temps que ses lèvres, il sent d'imaginaires griffes lui labourer la chair ». C'est ce que dit Séverin dans La Vénus à la fourrure : « (...) pendant qu'elle était blottie contre ma poitrine dans sa grande et lourde fourrure, un sentiment étrange et angoissant m'envahit ; c'est comme si un animal sauvage, une ourse, me serrait dans ses bras. Il me semble devoir déjà sentir petit à petit ses griffes pénétrer dans ma chair. Mais, pour cette fois, l'ourse est clémente et me laisse échapper »
Une femme idéale qu'il a désespérément cherchée sa vie durant. Ne dit-il pas à ce sujet, en répondant à un journaliste « Si cette femme était dans ma vie, comme il le croit, elle ne serait pas dans mes livres. Elle s'y faufile parce que j'ai la tête pleine d'elle ».
Roland Jaccard décrit comment Sacher-Masoch classe la femme,.
Manipulée pour Emmanuel Dazin qui écrit : « Chez Masoch, la dominatrice affublée selon les désirs de l'esclave, les caractères qu'il lui attribue, est très vite stéréotypée […] Elle peut aller jusqu'à ressembler à une poupée, entre les mains de sa victime manipulatrice ».

### Première carrière d'historien
Il publie un ouvrage historique où il relate les barricades de Prague 1848.
Le 12 juin 1848, la révolution éclate. Sacher-Masoch se retrouve sur les barricades à côté des insurgés. Il se souvient de ce premier jour en dédiant son premier ouvrage, L'insurrection de Gand sous Charles Quint en 1857. Après l'obtention en 1856 d'un doctorat en philosophie à l'université de Graz, Sacher-Masoch se destine à l'enseignement de l'histoire. Il sollicite et obtient la même année un poste de privat-docent dans cette université, avec pour sujet d'enseignement « l'histoire autrichienne et générale de l'époque moderne ». En 1857, il publie chez un éditeur suisse son premier livre, tiré de sa thèse, L'Insurrection de Gand sous Charles Quint. Il s'agit, selon Bernard Michel, d'un « sujet fort classique dans l'historiographie européenne de l'époque », une insurrection bourgeoise pour refus de payer un impôt royal, que l'historien de vingt ans traite de manière purement évènementielle, « sans aucun commentaire personnel, sans débat historiographique ». Selon James Cleugh, en revanche, l'auteur « armé de données récentes, défiait les idées courantes sur l'objet de cette révolte, dans un style brillant et antithétique, peut-être plus adapté à la fiction qu'à un ouvrage d'érudition ». Si Bernard Michel estime qu'on « trouverait avec difficulté, dans la grisaille du texte, l'annonce des thèmes favoris de Sacher-Masoch », James Cleugh, en revanche, note la présence « inévitable quoique discrète » de « détails sanglants ». De son côté, John Noyes relève que Sacher-Masoch, dans l'introduction de cet ouvrage, exprime la conviction que l'enquête historique n'a pas pour objet de dresser un panorama factuel en vue de formuler des considérations générales sur la période, mais de rechercher la vérité historique à travers une étude détaillée des motivations sous-jacentes, la quête de la vérité historique venant justifier la « construction nécessaire de fictions touchant à la vie privée ». En 1862, il publie un second ouvrage d'histoire, Le Déclin de la Hongrie et Marie d'Autriche.

### Le dramaturge
Criminels enchaînés, vagabonds, prostituées ricanantes et fardées lui ont-ils donné le goût du théâtre ? Théâtre qu'il découvre à l'âge de dix ans avec le goût du déguisement. Il écrit des vers pour son théâtre de marionnettes. Il joue avec succès sur un théâtre d'amateurs, indifféremment Shakespeare, Schiller, Goethe, Scribe et Kotzebue, il a en lui le désir de devenir comédien. Il organise de grandes batailles avec des soldats de papier fixés sur de petits socles en bois, des batailles napoléoniennes. Il est fan de Napoléon

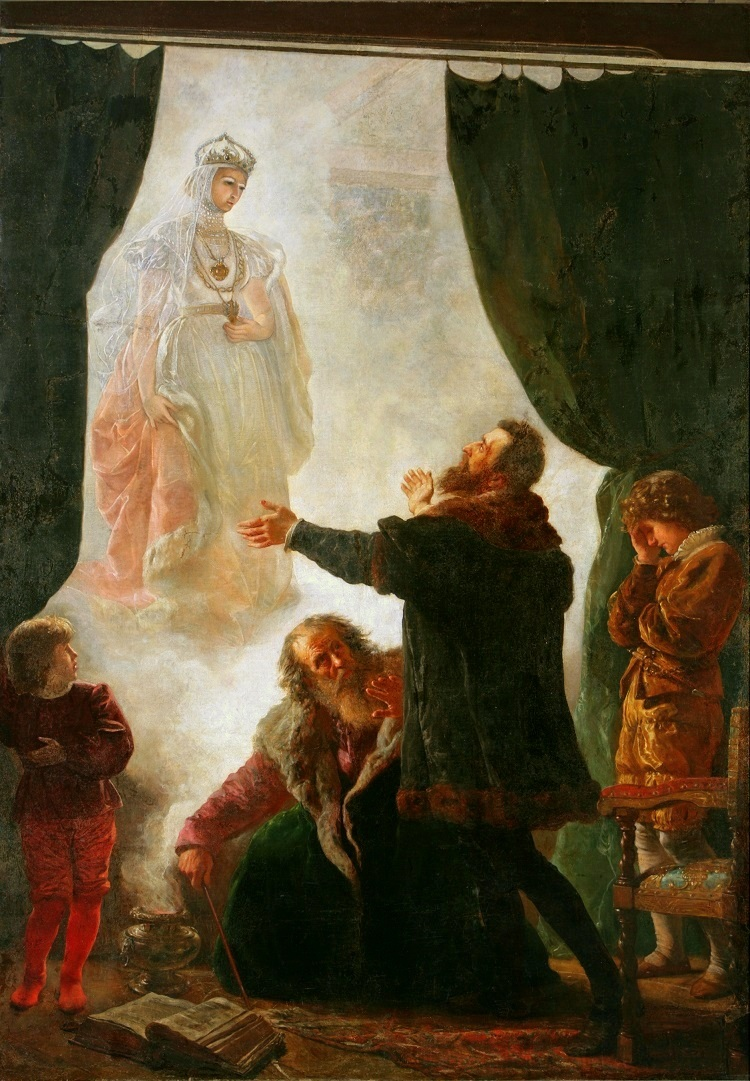
Le spectre de Barbara Radziwiłł répondant à l'invocation de Pan Twardowski. Tableau de Wojciech Gerson.

Il joue au magicien Pan Twardowski, donne le rôle d'un diable à un de ses frères, ou le travestit en femme de Barbe-Bleue,

Il lui arrivait d'imaginer, non sans humour, devenir un jour un Shakespeare petit-russien. Du reste plus tard lorsqu'il lit les
plus grands, il prétend avoir un tel respect qu'il n'ose plus écrire quelques vers. Il reste cependant « fidèle à Goethe pour lequel Faust représente le degré le plus élevé de l'activité humaine »,.

Dès son enfance il fréquente le théâtre allemand, le théâtre slave. La plupart de ses personnages de roman qu'ils soient paysans, ou Déesses, Impératrices, ou comme Dragomira :goule baudelairienne, ou encore sortie d'une œuvre d'art comme Hélène Fourment, sont des personnages de théâtre.

Il est complètement subjugué par l'acteur allemand Friedrich Haase. Il suit les troupes du théâtre du comte Skarbek qui passent en Hongrie en Galicie où le public est fait d'officiers allemands, de fonctionnaires et de juifs. Il joue en amateur dans sa chambre avec quelques camarades et la présence d'un sosie de Friedrich Haase, son acteur fétiche. Ils interprètent Faust où Sacher-Masoch prend le rôle principal.

Il fait la connaissance de l'acteur Josef Jiri Kolar et sa femme : Anna Manetinska-Kolàrova. Masoch tombe amoureux ou plutôt Anna exerce, malgré elle, une emprise sur lui :« nerfs d'acier [...] Qui tue l'homme qu'elle hait et fait de son amant un esclave [...] Crée pour représenter les Omphales et les Sémiramis [...] La gracilité de la panthère [...] une belle favorite de harem [...] grâce sauvage [...] belle statue animée [...] humour diabolique et une façon de rire brutale qui résonnait comme le claquement de fouet à esclave [...] ». Tous les éléments fétichistes de Masoch sont réunis dans sa vénération à Anna Manetinska-Kolàrova, Mme Kolar. 

Mme Kolar est une femme vertueuse et une fois de plus cet amour sera platonique.
En 1864, il écrit pour le théâtre. Il apprend d'Alexandre Dumas à s'inspirer de l'histoire pour créer une fiction
. Il écrit Les Vers du grand Frédéric une comédie qui se passe à la cour de Louis XV
Cette pièce prend parti contre la Prusse. Le personnage de la pièce nommé « Kaunitz triomphe par les femmes, car ce sont elles qui font l'histoire ». Adolf von Sonnenthal, un très grand comédien de l'époque, se déplace spécialement pour assister à des représentations exceptionnelles. C'est une ovation. La pièce est acclamée par plusieurs rappels. La pièce obtient des articles favorables à Leipzig et en Saxe, en Allemagne du nord. À Berlin les critiques sont moins favorables :« Il faut plutôt admettre qu'à la veille de la guerre de 1866 une pièce aussi nettement anti-prussienne ait pu être représentée, en trouvant des spectateurs favorables et des critiques qui ne fussent pas unanimement hostiles ».
Lorsque, la pièce : Les Vers du grand Frédéric est jouée le 22 janvier 1866 à Berlin, qui redoute au moment-même une alliance franco-autrichienne. Le premier acte, se passe relativement calmement mais une scène entre Louis XV et le diplomate provoque l'hystérie. Pour Berlin c'est inacceptable. En particulier lorsque Masoch fait prononcer ces mots au personnage de Kaunitz :

« L'Autriche et la France sont aujourd'hui divisées, mais, réunies, elles gouverneront l'Europe »

Car le personnage de Kaunitz, n'est autre que le portrait frappant de Wenzel Anton von Kaunitz-Rietberg diplomate et homme politique de Bohême qui vécut au XVIIIe siècle 

« Cette bruyante démonstration était, bien entendu, dirigée beaucoup moins contre la pièce que contre l'Autriche elle-même et l'alliance redoutée. Jamais pareil scandale ne se produisit au théâtre. »
En 1865, il tire de sa pièce un roman historique Kaunitz, souvent réédité
Dans une note Bernard Michel précise que Sacher-Masoch a écrit un pamphlet à partir des extraits de la critique
En 1866 Sacher-Masoch en remet une couche avec une nouvelle comédie historique, L'homme sans préjugés. C'est une œuvre politique, anticléricale et qui soutient le parti libéral allemand. Lequel lui parait l'héritier des Lumières du XVIIIe siècle. Dans cette pièce il s'inspire de ce qui se passe à la cour de l'impératrice d'Autriche Marie-Thérèse où deux camps s'opposent : Les jésuites, le parti de la morale. Lequel est en lutte contre le parti du réformateur franc-maçon de Joseph von Sonnenfels. Joseph von Sonnenfels avait le soutien de la loge des trois canons. La première loge autrichienne "Aux trois canons" fut fondée à Vienne dont le grand Maître était le mari de l'impératrice, l'empereur Frantz.
« Anticléricalisme violent, culte du progrès : Sacher-Masoch faisait l'éloge public de la Franc-maçonnerie
 ».
« L'Homme sans préjugés réussit comme un tableau très exact de la lutte des lumières, favorisées par Marie-Thérèse, contre les abus, les superstitions, les mœurs féodales et la domination jésuitique qu'avait laissés grandir le règne de Charles VI. On admira la verve et la netteté avec lesquelles ce moment de transition était rendu. »

Masoch ne cesse de reprendre le thème scabreux de l'émancipation de la femme et plus précisément dans une comédie sociale, Nos Esclaves, où l'on sent d'après Thérèse Bentzon l'imitation des auteurs dramatiques français contemporains.
« Toute douleur, toute félicité sont d'abord théâtrales » disait-il. Masoch aimait passionnément le théâtre. Fou de théâtre, il a écrit deux pièces plébiscitées par le public. Des pièces très proches de la politique de l'époque. Elles ont mal vieilli. Car :« elles étaient des pièces de circonstance dont les hardiesses n'étaient compréhensibles que par les contemporains ».

### Sa revue:Auf der Höhe
En 1880, Hulda Meiste, celle qui sera sa seconde épouse, prétend qu'il se fixe à Budapest pour y diriger un journal et faire représenter son opérette Die Wächter der moral - Les gardiens de la morale. Le premier octobre 1881 la revue démarre sous le titre Auf der Höhe. Internationale Revue (en français : Sur les hauteurs ou Au sommet). Pour Bernard Michel ce n'est pas à Budapest qu'il se serait installé, mais en Bavière. Il est sans argent et sans perspectives. Il est aidé par un admirateur, Rudolf von Gottschall, qui le présente au jeune éditeur Baumgärtmer. La revue voit le jour le 1er octobre 1881 à Leipzig.
Masoch promet de se maintenir « au sommet » et de « se tenir au-dessus des partis, d'exclure toute partialité, toute haine, ou toutes nations. Toutes tendances devront dialoguer, ouvertement et dans l'honneur, mais toujours avec dignité ». Et Bernard Michel continue en citant le francophile Masoch dans sa déclaration d'amour à la France :« Cette belle France que j'aime tant, dont la langue est ma deuxième langue maternelle qui a toujours été en avant, dans la lutte de la lumière contre les ténèbres ». « Nos abonnés et nos lecteurs ont acquis la conviction que la revue Au sommet n'est pas une entreprise d'affaire, une spéculation de librairie, mais qu'elle poursuit exclusivement des buts idéaux... » relaté par Bernard Michel. La littérature française représentée par des poèmes de Victor Hugo, un discours de Frédéric Mistral, Alphonse Daudet, Saint-Saëns sur la musique.
Masoch s'attache à la bonne marche et continue d'écrire des textes, tels Le Raphaël des juifs 1881 ou Madame de Soldan (1882). Un article de Josef Penizek présente aux lecteurs Jaroslav Vrchlický Vítězslav Hálek... Le monde slave est représenté par les Russes, une autre nouvelle de Dostoïevski et de Saltykov-Chtchedrine.
De l'Italie, Masoch publie Angelo De Gubernatis et des articles scientifique du volcanologue Luigi Palmieri. Une traductrice est recrutée, celle qui deviendra beaucoup plus tard la deuxième épouse de Masoch Hulda Meister, elle présente l'œuvre de Matilde Serao, une Grecque installée à Naples. Les Slaves du sud sont représentés par un roman d'Ogulic et par une étude de Maria Cop sur les femmes slaves du Sud.
Avec l'Italie l'Europe est bien représentée. En revanche les Polonais se refusent à toute collaboration en particulier Kraszewski que Sacher-Masoch a sollicité. Ils prétendent que l'écrivain était anti-polonais pour avoir écrit un texte accusant les Polonais d'antisémitisme. À ces données, il faut ajouter que la revue publia au moins deux articles élogieux sur Léon Gambetta signés Joseph Reinach et R. Armand. Juliette Adam égérie de Gambetta donna à la revue une courte nouvelle : À Golfe-Juan,.
Masoch aurait reçu pour cette revue des subventions annuelles de plusieurs milliers de marks provenant de la famille Rothschild et du baron Moses Montefiore. Il aurait également reçu des milliers de marks provenant du gouvernement hongrois en échange d'articles de propagande.
C'est avec la revue Auf der Höhe, que se présente comme journaliste français un certain R. Armand. Sacher-Masoch est séduit : « Quel Charmant homme ! S'écria-t-il. Ces Français comme on s'entend aisément avec eux. » Armand apparaît bientôt comme un précieux collaborateur. Il devient le rédacteur principal de la revue aux côtés de Sacher-Masoch.

## L'œuvre
Une grande partie de l'œuvre de Sacher-Masoch est constituée par des contes nationaux et des romans historiques regroupés en cycles. Ses récits ont généralement pour héroïne une femme dominatrice ou sadique, comme dans Eau de Jouvence qui raconte l'histoire de la comtesse sanglante comtesse Élisabeth Báthory. Les héroïnes de Sacher Masoch ne se prétendent pas sadiques mais païennes : « Oui, regardez-moi bien, je suis pire qu'une hérétique, je suis une païenne »
Pour Gilles Deleuze, l'œuvre de Sacher-Masoch n'est par pornographique, mais pornologique : « Sacher-Masoch apporte un souffle d'étrangeté et de modernité à la littérature allemande du milieu de XIXe siècle. [...] Sacher Masoch pose les jalons d'une grandiose mise en scène que vient rehausser un perpétuel tourbillon de dédoublements et de travestissements. Le phantasme y rejoint le faste théâtral ».
Pour Masoch, les contes que lui racontait Handscha sa nourrice, deviennent des scènes primitives et déclenchent en partie sa sexualité masochiste, mais encore « Il est facile à Masoch de faire passer les phantasmes » au compte des coutumes nationales et folkloriques, ou des jeux innocents d'enfants, ou des plaisanteries de femme aimantes, ou encore d'exigences morales et patriotiques. Des hommes, suivant les vieilles coutumes, à la chaleur d'un banquet boivent dans le soulier des femmes, La Pantoufle de Safo ; de très jeunes filles demandent à leur amoureux de faire l'ours ou le chien.
Deux de ses romans, La Pêcheuse d'âmes et La Mère de Dieu, concernent des sectes mystiques et sont, selon Gilles Deleuze, les plus grands romans de Sacher-Masoch. Tandis que La Femme séparée qui eut à l'époque un grand succès, s'inspire de sa liaison malheureuse avec madame Kottowittz.
« Tu m'as aimé et je ne t'ai jamais oubliée, comme je n'ai jamais oublié les contes que tu m'as dits, les airs que tu m'as chantés ». Sacher-Masoch, en s'adressant à Handscha, ajoutait qu'il lui était redevable de « son âme » L'œuvre de Masoch est inspirée par tout ce folklore où les femmes ont un rôle prédominant. le folklore
« Toute douleur toute félicité sont d'abord théâtrales » Masoch aime passionnément le théâtre. C'est non seulement ce qui ressort de son œuvre, mais Élisabeth Lemirre et Jacques Cotin nous le confirment.
Gilles Deleuze évoque l'extraordinaire décence de Sacher-Masoch. Le censeur le plus méfiant, écrit-il, « ne peut rien trouver à redire dans La Vénus à la fourrure, à moins de mettre en cause on ne sait quelle atmosphère, on ne sait quelles impressions d'étouffement et de suspens qui se manifestent dans tous les romans de Masoch ». Et il dira plus loin : « Il ne s'agit en aucun cas d'une littérature pornographique, mais plutôt pornologique ».
Parmi les grands romans de Sacher-Masoch est son roman épistolaire : Un amour de Platon. Masoch reçoit une lettre d'un inconnu qui se prénomme Anatole. « Que subsiste-il en toi de nouveau Platon ? » Un roman où le corps est exclu. Où tout contact charnel serait aboli. Un roman épistolaire avec la mère pour confidente. Une éducation à l'amour. Une rencontre avec un androgyne. « Méditation sur le mystère de la féminité, où la référence à Platon ne va pas sans malice, ce roman est aussi, au second degré, l'un des plus critiqués qu'ait produit le romantisme sur la notion de nature, avec un mélange de jubilation romanesque et de pessimisme qui confère à ces pages leur étrange beauté ».
Bernard Michel se pose la question : « Si la femme n'offre qu'un amour illusoire, n'existe-il pas une autre voie : vivre en ennemi des femmes, dans un idéalisme chaste en se consacrant au monde des idées ? »
C'est dans les Messalines de Vienne que Sacher-Masoch s'exprime sur son Platon :« Mon ami le comte St. Dont la seule, première et dernière histoire d'amour m'a livré l'étoffe de ma nouvelle L'Amour de Platon a été une fois si incroyable que cela puisse paraître, marié, oui, oui marié dans les formes ».
Mais qui est Platon ? Les questions vont bon train. Pour Wanda, un possible candidat au rôle du Grec. « Dans la nouvelle le jeune Platon a de nettes tendances homosexuelles. Il tombe amoureux d'un jeune homme qui n'est qu'une femme travestie. Platon n'est pas Leopold qui n'eut jamais aucune liaison homosexuelle ouverte… ». Mais Bernard Michel s'interroge : la recherche du Grec n'est-elle pas une tendance homosexuelle refoulée ? Ce Grec qui dans La Vénus à la fourrure apparaît à la fois viril et féminin. Un peu plus loin, Bernard Michel trouve que Platon ressemble physiquement au Grec.

### Ferdinand Kürnberger
En 1864 Masoch rencontre Ferdinand Kürnberger, il s'agit d'une grande personnalité du monde littéraire, « révolutionnaire de 1848 déçu et exilé ». Critique littéraire dans le journal Die Presse, il jouissait d'une grande autorité. Il était méprisant, misanthrope, égoïste. « il avait l'art de se faire des ennemis et de blesser par des jugements méprisants tous les écrivains de son époque. Il passait son temps au café Steidl et poursuivait de ses imprécations quiconque osait occuper sa table réservée ».
Cependant, il séduit Sacher-Masoch. Alors que Ferdinand Kürnberger qui se prend pour Dieu lui-même, casse de ses articles fracassants qui ose se prétendre écrivain, il introduit une préface élogieuse sur une nouvelle de Sacher-Masoch. Et toute la presse et les critiques allemands se rangent de son côté. Masoch écrit sur Ferdinand Kürnberger, dans La Femme séparée et sans le citer explicitement dans Un bon camarade de La Fausse Hermine.
Comment Masoch se frotte à un personnage talentueux certes, mais si dangereux ? Pour Masoch c'est un vrai challenge, avec une certaine dose de courage et le goût du risque, c'est-à-dire, aussi, une certaine dose de masochisme moral. Masoch ose s'attaquer au personnage sulfureux. Il l'accuse de paresse et d'impuissance littéraire dans La Fausse Hermine. Masoch dénonce Ferdinand Kürnberger : grossier, parasite, poursuivi pour dettes, menacé de prison, passe ses journées entières, étendu, sur un divan. Toujours à la recherche de nouvelles victimes, mange goulument comme un loup…

Cependant Masoch pour qui seulement Goethe trouvait mérite à ses yeux, va découvrir Arthur Schopenhauer : 

« Si vous n'êtes pas capable d'être ce que Schopenhauer exige du véritable poète, vrai comme la vie elle-même, si vous pouvez seulement écrire des livres, comme nos poètes allemands doucereux d'aujourd'hui, alors il vaut mieux laisser tomber. »

 C'est-à-dire que Ferdinand Kürnberger est aussi, et malgré tous ses défauts, un faiseur de génie. Tout artiste à besoin d'être rassuré, mais aussi et surtout d'être parfois bousculé. Dans le cas de Ferdinand Kürnberger, Masoch le méprise, mais il est aussi irrésistiblement attiré par ce bourreau qui déclenche son talent. Et Sacher-Masoch ose. Il écrit, en quelques jours un livre reconnu comme l'un de ses meilleurs ouvrages : Don Juan de Kolomea.
Lorsque Masoch fait lire son manuscrit à Ferdinand Kürnberger, Masoch prétend qu'il est enthousiaste et hors de lui. Et qu'il le place au même rang que Charles Dickens, Sealsfield et Ivan Tourgueniev. Puis, Masoch replace l'ouvrage dans un tiroir. Il n'est pas encore convaincu. Dans la seconde version, il raconte que Kürnberger arrive un jour avec la préface de Don Juan de Kolomea. Cette préface écrite à Gratz en 1865 a figuré dans les éditions allemandes, elle est inédite en France. « Kürnberger, selon sa théorie favorite, rappelait l'image de la littérature depuis Goethe. Le renouveau venait de l'Est, de Tourgueniev, du sens de la collectivité slave ».

#### La préface de Kürnberger
Extraits cités par Bernard Michel :

« [...] Mais cet évènement se conquiert de nouveaux degrés de longitude à l'Est [...] qu'elle s'est annexée de tous nouveaux peuples de la nature, d'une totale fraîcheur [...]. Nous verrions surgir des prairies de la Vistule et des montagnes de boisées du Dniestr des poètes allemands, des hommes nouveaux, nés de la terre, qui ne sont pas des livres venus des livres, mais des livres venus de la nature. Leurs « sources » ne sont plus les bibliothèques municipales, mais les sources véritable dans les champs et les forêts [...]. Nous aurions à espérer une poésie venue d'un pays de la nature, pas d'un pays de fonctionnaires [...]. Puisse le Don Juan de Kolomea être le premier éclat fugitif du matin de cette poésie, un pollen qui vole, une dendrite, un atome [...]. Son histoire n'est pas un roman à thèse mais un épisode de l'histoire naturelle de l'homme. »

Dans cette préface il reprend les thèses de Sacher-Masoch sur l'amour : « Les sexes de se déçoivent pas, parce qu'ils veulent être déçus, mais parce qu'ils doivent être déçus ».
Le livre préfacé par Ferdinand Kürnberger parut pour la première fois en octobre 1966. Selon Bernard Michel une première version de Don Juan de Kolomea est publiée dans la Revue des deux Mondes en 1872. Selon une édition récente, la préface ne serait pas signée.

### Carrière d'écrivain

#### Le romancier
Une grande partie de l'œuvre de Sacher-Masoch est constituée par des contes nationaux et des romans historiques regroupés en cycles. Ses récits ont généralement pour héroïne une femme dominatrice ou sadique, comme dans Eau de Jouvence qui raconte l'histoire de la comtesse sanglante comtesse Élisabeth Báthory. Les héroïnes de Sacher Masoch ne se prétendent pas sadiques mais païennes
« Oui, regardez-moi bien, je suis pire qu'une hérétique, je suis une païenne ».

Pour Gilles Deleuze, l'œuvre de Sacher-Masoch n'est par pornographique, mais pornologique

« Sacher-Masoch apporte un souffle d'étrangeté et de modernité à la littérature allemande du milieu de XIXe siècle. [...] Sacher Masoch pose les jalons d'une grandiose mise en scène que vient rehausser un perpétuel tourbillon de dédoublements et de travestissements. Le fantasme y rejoint le faste théâtral. ».
Pour Masoch Les contes que lui racontait Handscha sa nourrice, deviennent des scènes qui le marquent et déclenchent en partie sa sexualité masochiste, mais encore « Il est facile à Masoch de faire passer les phantasmes au compte des coutumes nationales et folkloriques, ou des jeux innocents d'enfants, ou des plaisanteries de femme aimantes, ou encore d'exigences morales et patriotiques. Des hommes, suivant les vieilles coutumes, à la chaleur d'un banquet boivent dans le soulier des femmes, La Pantoufle de Safo ; de très jeunes filles demandent à leur amoureux de faire l'ours ou le chien ».
Deux de ses romans, La Pêcheuse d'âmes et La Mère de Dieu, concernent des sectes mystiques et sont selon Gilles Deleuze les plus grands romans de Sacher-Masoch.
Tandis que La Femme séparée qui eut à l'époque un grand succès, s'inspire de sa liaison malheureuse avec madame Kottowittz.
« Tu m'as aimé et je ne t'ai jamais oubliée, comme je n'ai jamais oublié les contes que tu m'as dits, les airs que tu m'as chantés ». Sacher-Masoch, en s'adressant à Handscha, ajoutait qu'il lui était redevable de « son âme » L'œuvre de Masoch est inspirée par tout ce folklore où les femmes ont un rôle prédominant. le folklore
« Toute douleur toute félicité sont d'abord théâtrales » Masoch aime passionnément le théâtre. C'est non seulement ce qui ressort de son œuvre, mais Élisabeth Lemirre et Jacques Cotin nous le confirment.
Gilles Deleuze évoque l'extraordinaire décence de Sacher-Masoch. Le censeur le plus méfiant, écrit-il, « ne peut rien trouver à redire dans La Vénus à la fourrure, à moins de mettre en cause on ne sait quelle atmosphère, on ne sait quelles impressions d'étouffement et de suspens qui se manifestent dans tous les romans de Masoch »
.
Et il dira plus loin : « Il ne s'agit en aucun cas d'une littérature pornographique, mais plutôt pornologique ».
Parmi les grands romans de Sacher-Masoch est son roman épistolaire : Un amour de Platon.
Masoch reçoit une lettre d'un inconnu qui se prénomme Anatole.

« Que subsiste-il en toi de nouveau Platon »?

Un roman où le corps est exclu. Où tout contact charnel serait aboli. Un roman épistolaire avec la mère pour confidente. Une éducation à l'amour. Une rencontre avec un androgyne.

« Méditation sur le mystère de la féminité, où la référence à Platon ne va pas sans malice, ce roman est aussi, au second degré, l'un des plus critiqués qu'ait produit le romantisme sur la notion de nature, avec un mélange de jubilation romanesque et de pessimisme qui confère à ces pages leur étrange beauté ».

Bernard Michel se pose la question : « Si la femme n'offre qu'un amour illusoire, n'existe-il pas une autre voie : vivre en ennemi des femmes, dans un idéalisme chaste en se consacrant au monde des idées » ?

C'est dans les Messalines de Vienne que Sacher-Masoch s'exprime sur son Platon :« Mon ami le comte St. Dont la seule, première et dernière histoire d'amour m'a livré l'étoffe de ma nouvelle L'Amour de Platon a été une fois si incroyable que cela puisse paraître, marié, oui, oui marié dans les formes ».
Mais qui est Platon ? Les questions vont bon train. Pour Wanda un possible candidat au rôle du Grec.

« Dans la nouvelle le jeune Platon a de nettes tendances homosexuelles. Il tombe amoureux d'un jeune homme qui n'est qu'une femme travestie. Platon n'est pas Leopold qui n'eut jamais aucune liaison homosexuelle ouverte »… Mais Bernard Michel s'interroge : la recherche du Grec n'est-elle pas une tendance homosexuelle refoulée ? Ce Grec qui dans La Vénus à la fourrure apparaît à la fois viril et féminin. Un peu plus loin Bernard Michel trouve que Platon ressemble physiquement au Grec.

#### Le Legs de Caïn

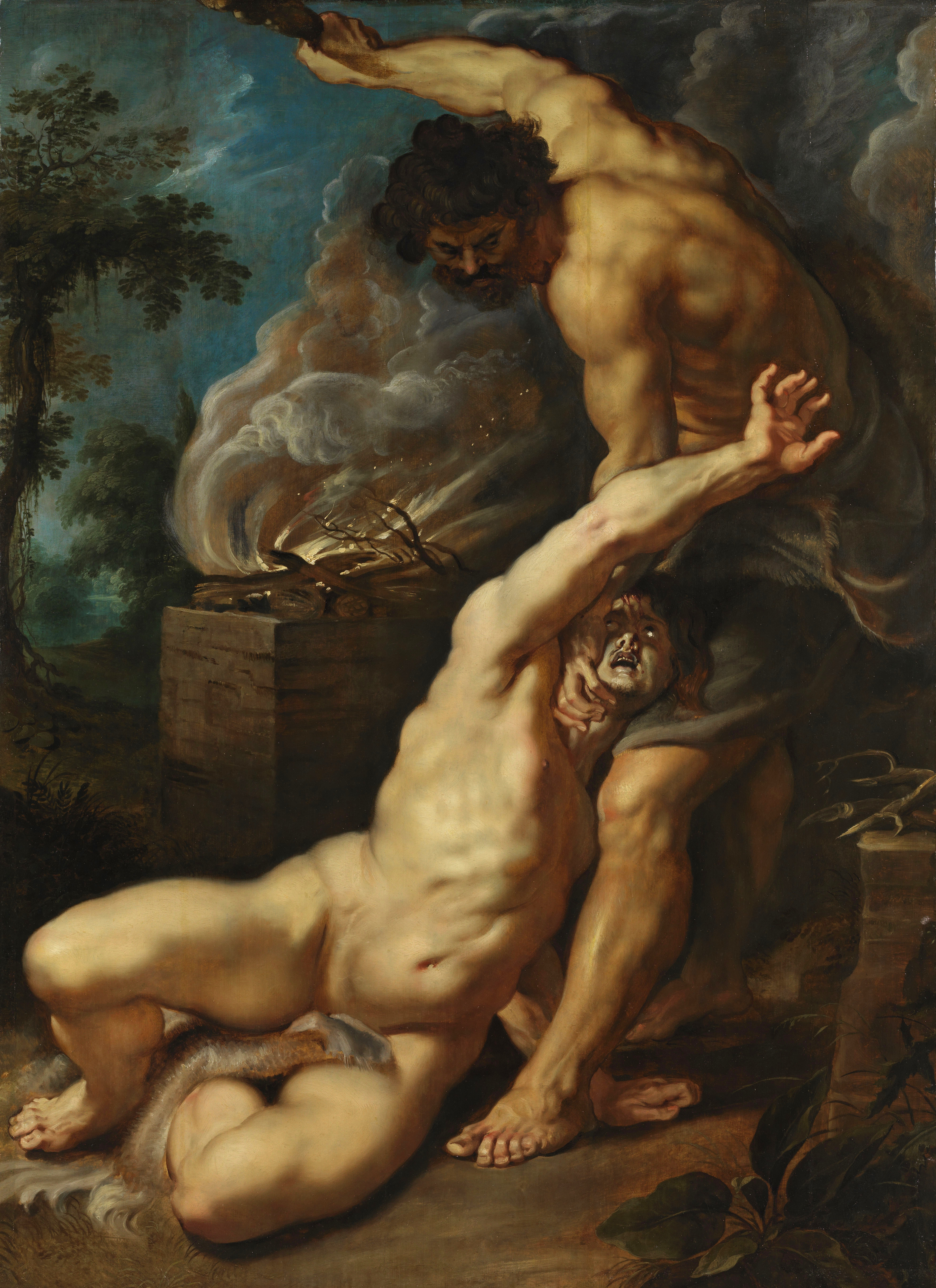
Caïn tuant Abel de Rubens.

Le Legs de Caïn est le projet d'un grand cycle de nouvelles, qui doit représenter toute l'existence de l'être humain et comprendre six thèmes : l'amour des sexes, la propriété, l'État, la guerre, le travail, la mort. Sacher-Masoch y travaille toute sa vie, mais le laisse inachevé : seuls l'amour et la propriété sont traités. Ainsi, les écrits de Masoch consacrés au legs de Caïn sont La Vénus à la fourrure et L'Errant.
Sacher-Masoch place l'essentiel de son œuvre sous le signe de Caïn. Il s'en dit fils, condamné d'avance par Dieu. Pour Gilles Deleuze, le crime de Caïn appartient entièrement au monde masochiste.
La présence voilée de Caïn au XIXe siècle ne fait qu'annoncer, sur un mode allégorique et moral, l'aveu de la littérature plaidant coupable, ainsi que l'écrivit Georges Bataille. Selon Élisabeth Lemirre et Jacques Cottin, Caïn et sa descendance sont du côté sauvage. L'image sera si forte que pour Masoch que « la femme ne pourra être Venus qu'ensauvagée d'une fourrure ». Malheureusement, nous dit Philippe Sellier, La Vénus à la fourrure a réduit la complexité de l'œuvre masochienne au masochisme.
Jean-Paul Corsetti s'étonne que la postérité ne retienne que la pathologie masochiste. Le Legs de Caïn dit-il à partir duquel s'organise la production littéraire de l'écrivain galicien, demeure écartée de presque toutes les histoires du Caïnisme au XIXe siècle. Même, poursuit Jean-Paul Corsetti, Mario Praz dans son ouvrage de référence consacré au romantisme noir n'évoque Sacher-Masoch que par une simple note « Qu'il suffise d'indiquer que le type de femme cruelle aux yeux de sphinx domine dans le cycle des romans Grausame Frauen de Leopold von Sacher Masoch qui a donné son nom à la tendance sexuelle illustrée dans ce chapitre. », c'est ainsi que Mario Paz n'honore pas l'œuvre de Masoch, mais la renvoie à la pathologie dans laquelle Richard von Krafft-Ebing l'a baignée.

Pour Jean-Paul Corsetti, ainsi que l'a montré Pascal Quignard : 

« En face de Caïn il y a Jésus : Caïn est un rapport à la mort comme violence inaugurale. Il est le meurtre du frère (...) il définit le rapport à l'histoire aux totalités qu'il déchire. Mais du même coup, il institue l'histoire, en tant que déchirement. »

Pour Sacher-Masoch l'enfer n'est pas seulement dans les profondeurs abyssales, mais aussi au-dessus de nos têtes, le monde céleste est infernal. Jean-Paul Corsetti poursuit : « Jésus incarne l'éros sacrifié, là où Caïn dit la transgression de l'interdit, le meurtre fratricide et assume le masque de Thanatos. »
Pour Roland Jaccard, « à l'origine, il y a cette réfutation de Leibniz : le monde dans lequel nous vivons n'est pas le meilleur des mondes possibles. Le monde, tel que l'envisage Sacher-Masoch, est le « Legs de Caïn », il est placé sous le signe du mal, du crime, de la malédiction, de la culpabilité. La nature nous a donné la destruction comme moyen d'existence. »
Hermann Hesse dans Demian identifie la Déesse-Mère avec Ève, géante qui porte au front le signe de Caïn. Selon l'auteur, le signe de Caïn ne serait pas une marque visible, en somme une marque corporelle de sa faute, mais un signe de supériorité et de force de caractère. Selon Hesse, toute l'histoire de Caïn est née du « signe » : « Il existait une race hardie, dont le visage brillait d'une intelligence qui faisait peur aux médiocres ; ceux-ci se sont garantis contre leur inquiétude en inventant le récit de la Genèse. Aujourd'hui les fils de Caïn existent toujours : ils ne paissent pas longtemps avec le troupeau ; au terme d'une errance solitaire, ils accèdent au cercle restreint des initiés : Moïse, Bouddha, César, Jésus, Loyola, Napoléon, Nietzsche… Eux seuls sont de véritables éveillés ».
L'œuvre de Masoch rejoint les gnostiques qui considèrent la création comme une création mauvaise engendrée par un mauvais démiurge. D'une certaine manière, tout le monde créé est infernal. Pour Pascal Quignard, dans son chapitre Le double Jésus Cain, « Jésus est la mort-sens, la mort soumise que la mère crucifie ».

#### Réhabilitation de Caïn
Le premier à réhabiliter Caïn fut Lord Byron : « Le serpent disait vrai : cet arbre du savoir et cet arbre de vie étaient bons et désirables. »
- Victor Hugo dans La Légende des siècles.
- Nietzsche : « On nommera l'histoire sainte du nom qu'elle mérite, étant l'histoire maudite »[150].
- Hermann Hesse dans Demian : selon lui toute l'histoire de Caïn est née du « signe » : « Il existait une race hardie, dont le visage brillait d'une intelligence qui faisait peur aux médiocres ; ceux-ci se sont garantis contre leur inquiétude en inventant le récit de la Genèse. Aujourd'hui les fils de Caïn existent toujours : ils ne paissent pas longtemps avec le troupeau ; au terme d'une errance solitaire, ils accèdent au cercle restreint des initiés : Moïse, Bouddha, César, Jésus, Loyola, Napoléon, Nietzsche... Eux seuls sont de véritables éveillés. »

Ce qui caractérise la nature des fantasmes masochiens, c'est de se désigner et de se désirer comme coupable. Donc la culpabilité entre les mains de Sacher-Masoch est construite comme une immense machine de jouissance. Et cela on le retrouve dans toute son œuvre et particulièrement dans ses grands livres où sont abordés les thèmes religieux où le jeu de la culpabilité se retrouve non seulement dans le miroir des figures humaines mais aussi dans le miroir des figures divines. Ce qui nourrit Sacher-Masoch c'est la prolifération de sectes à l'époque qui baignent toutes dans un climat d'hérésie où l'on retrouve des résurgences gnostiques et cette fascination de Sacher-Masoch pour une métaphysique de la transgression du bien est à son époque appliquée donc par des communautés qui se réclament de cette métaphysique-là. Dans L'Errant « apprend à renoncer à mépriser la vie à aimer la mort ».

### La Vénus à la fourrure

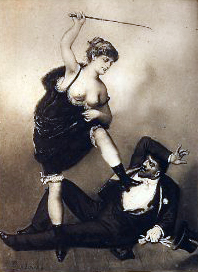
La Vénus à la fourrure, illustration de Władysław Bakałowicz pour la traduction de Raphaël Ledos de Beaufort (1902).

C'est Aurora qui prendra la rôle de la Wanda dans la Vénus à la fourrure. C'est Sacher-Masoch qui fait dire à Wanda les paroles qui lui plaisent à entendre. Masoch a toujours recherché le partage de la femme aimée en toute complicité. Il ne supporterait pas d'être trompé. Sa recherche c'est la femme idéale qui doit être Vénus en personne. Elle doit être cultivée. Il lui fait dire qu'elle a lu dans son enfance toute une panoplie de lectures que lui a lu. Elle précise que ses héros sont Vénus, Apollon, Hercule et Laocoon.
Lors de sa rencontre avec Masoch Wanda prétend être veuve. Masoch dresse de façon illusoire le portrait de Wanda. Il croit ou fait semblant de croire à la présentation que Wanda fait d'elle-même. Wanda raconte sa vie avec un pseudo mari mourant qui lui conseille de prendre des amants, relation extra conjugale où lui aussi, tout comme Masoch veut savoir, être le complice. « trouve-toi un mari agréable, même plusieurs, […] mais ne me cache rien […] Il te faut des jouets ». Déculpabilisée peut-être, mais Wanda joue les prudes. En haut de son piédestal elle rétorque et prétend qu'aucun adorateur ne la troublera aussi longtemps que ce mari imaginaire survivra. « Il m'a fait devenir ce que je suis : une Grecque ». Une déesse rétorque Masoch ? Elle sourit et interroge : Laquelle ? Vénus répond Masoch.

#### Le Grec
Dans son roman La Vénus à la fourrure, comme dans sa vie Sacher-Masoch ne cesse de faire appel au Grec. Le Grec pour Masoch est celui avec lequel Wanda doit avoir un rapport licencieux. Ce rapport, Masoch le veut en toute complicité à aucun prix, il ne veut être trompé. Et c'est tout juste ce qui va se passer.

#### La rencontre
Une fois de plus Masoch décrit Wanda parée de tous les attributs fétichistes : bottines russes de velours mauve bordées d'hermine, une haute toque d'hermine semblable à celles de Catherine II de Russie. Elle fouette les chevaux ! L'attelage vole à une vitesse folle. Sa chevelure rousse est dénouée dans son dos. « Elle est aujourd'hui la lionne des Cascines ».
Un cavalier les rattrape, « il monte un cheval noir élancé et sauvage ». « La lionne regarde le lion ». Masoch sent immédiatement le danger. L'homme est splendide. C'est un mâle. Wanda est hypnotisée. Masoch le décrit : il est chaussé de grandes bottes de cuir noir. Il porte un pantalon de cuir blanc, une redingote de fourrure bordée d'astrakan. Masoch est fasciné. « ... Ce beau visage à quelque chose de cruel... Apollon écorchant Marsyas (...) Je comprends maintenant l'érotisme qui émane de l'homme et j'admire Socrate qui reste vertueux en face d'un Alcibiade aussi séduisant ».
À la fin du roman, comme dans la vie Wanda lui échappe. Elle appartient déjà à celui qui doit jouer le rôle du Grec. Masoch a immédiatement le sentiment que rien ne se passe selon son programme. Wanda est enivrée, elle a déjà basculé dans l'infidélité, tant ce qu'elle ressent est fort. Elle est passée de la complicité à la trahison. Elle est en osmose, psychologiquement, avec Apollon. Le pressentiment qui trouble Masoch le pousse à écrire : « Je vous ai aimé comme un fou, je me suis offert à vous comme aucun homme ne l'a fait pour une femme (...) Vous devenez vulgaire (...) J'abandonne la femme que je ne peux que haïr et mépriser ».
Wanda rattrape son mari. Et, comme elle l'a fait tout au long du roman, elle réclame un mari et non un esclave. Elle a toujours semblé très lasse de ce rôle. Lasse d'endosser les lourdes fourrures, épuisée de se servir violemment du knout. elle parle de ce rôle épuisant tout au long du roman mais aussi dans son autobiographie Confession de ma vie. Elle va même jusqu'à traiter Sacher-Masoch de pauvre fou.

#### Trahison
Enfin arrive la scène ultime, la grande trahison. Wanda attache solidement Masoch. Il croit qu'il conserve les deux faces de Wanda, l'épouse aimée, aimante et la dominatrice, celle qui nourrit son masochisme. Wanda l'interroge : « Connais-tu l'histoire du bœuf de Denys le Tyran ».
L'inventeur, façonneur du Taureau d'airain, serait selon l'histoire la première victime du supplice. C'est à cela que Wanda fait référence. Elle compare l'esprit inventif du créateur de l'objet de supplice à celui de Masoch et ses mises en scène sophistiquées. Celles, qui parfois, devraient rester dans la rêverie. Car on sent bien qu'entre le verbe et le passage à l'acte, il y a quelquefois un monde. Forte de cette comparaison, elle décide de faire subir à Masoch le sort du concepteur de taureau d'airain, c'est-à-dire prendre Masoch à son propre piège. La masochisante va devenir sadique : « Et Wanda dans La Vénus à la fourrure ne devient sadique qu'à force de ne plus pouvoir tenir le rôle que Séverin lui impose ».
Wanda n'est pas dupe, elle a très bien réalisé que le proposant, c'est lui. Qu'il est une sorte d'inventeur formateur de ce type de rapports exigés par lui-même. Pour elle, C'est bien lui qui la phagocyte dans son rôle. Elle fait référence au taureau d'airain pour prendre Masoch à son propre piège. Comme l'inventeur du taureau d'airain, fut le premier supplicié. Wanda va prendre pour argent comptant les fantasmes de son mari. Alors que dans ce type de relation, voir Wanda s'accoupler sous ses yeux, et se voir fouetter par son rival n'était qu'un délire fantasmatique. La pire des humiliations attend Masoch. Il va perdre son statut de patriarche, non plus dans le verbe mais au réel. Attaché sans pouvoir faire le moindre geste elle crie au Grec : « Fouette-le… » « Au même moment, la tête noire bouclée du beau Grec apparaît ». Masoch décrit à nouveau, tous les éléments fétichistes. Car il est bien là, le beau militaire fétichisé. Il est là, le Grec.
« […] Je reste figé sans dire un mot. La situation est effroyablement comique ; je pourrais moi-même en rire, si elle n'était pas en même temps si désespérément piteuse et outrageante pour moi… » « Être maltraité sous les yeux d'une femme adorée par un rival comblé procure un sentiment indescriptible : je meurs de honte et de désespoir ».

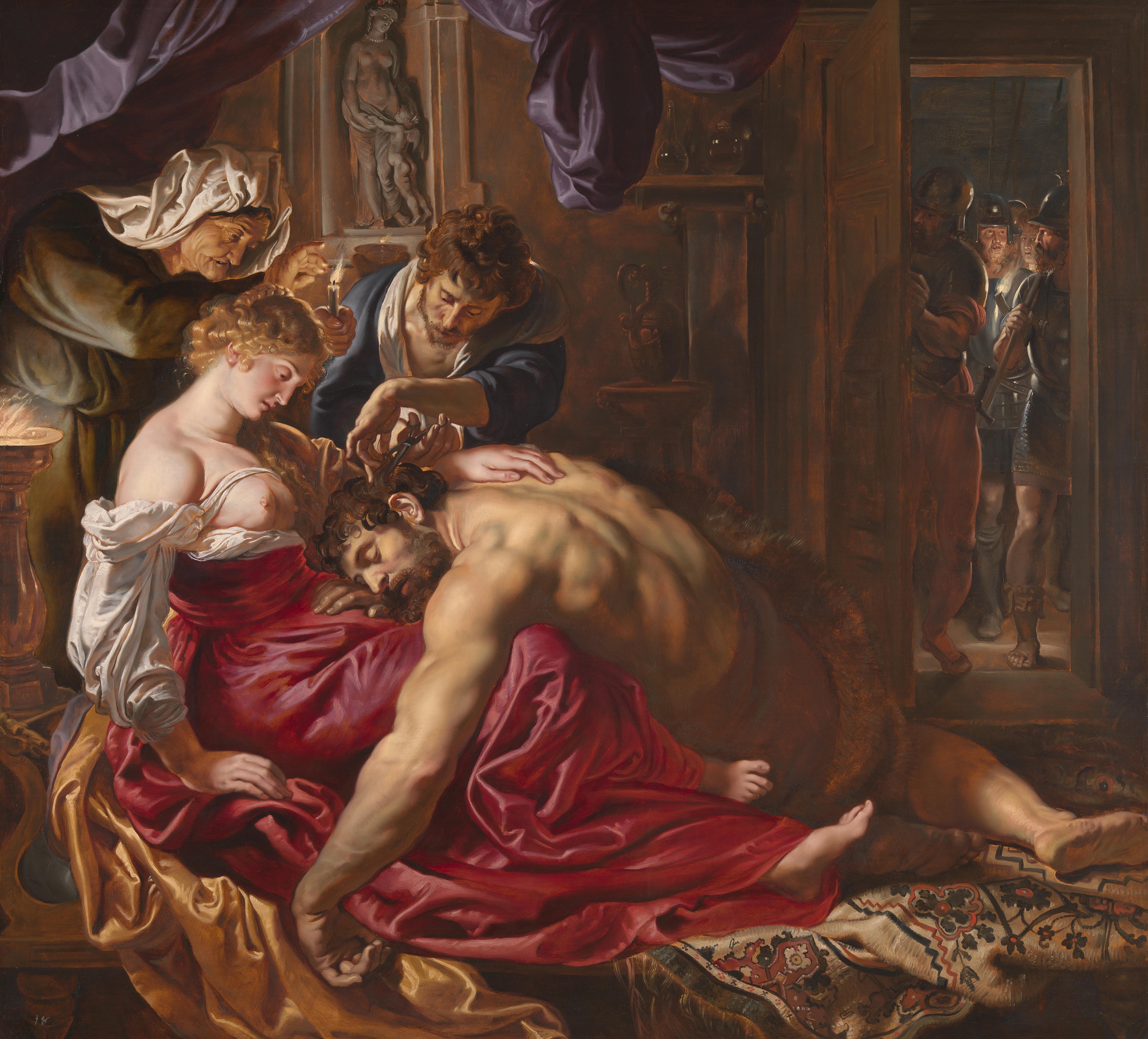
Samson et Dalila de Rubens.

Wanda n'a pas du tout apprécié le « Vous devenez vulgaire » dont Masoch l'a affublée, elle s'exclame : Suis-je cruelle ou en train de devenir vulgaire ? Interroge Wanda… Avant sa grande colère, Masoch affiche du pessimisme Chacun de nous finit par être Samson dit-il. « On finit toujours pas être trahi par la femme qu'on aime, qu'elle porte une blouse de toile ou une fourrure de zibeline. »
Il devient fou de rage. Le voyage masochiste s'arrête. Et comme un boomerang, Masoch revient dans sa peau de patriarche dont la respectabilité est entachée. Il est furieux et la misogynie devient explicite. C'est son intégrité de mâle, en tant que Dieu le Père qui est mise à bas. Il quitte le monde païen et retourne à la civilisation judéo-chrétienne.
Il réalise qu'il a perdu Wanda. L'influence d'Arthur Schopenhauer va-t-elle jouer un rôle ? Masoch cite son essai sur les femmes, Parerga et Paralipomena. À la fin du roman, il déclare : « J'ai été un âne et j'ai fait de moi l'esclave d'une femme comprends-tu ? D'où la morale de l'histoire : qui se laisse fouetter mérite d'être fouetté... Mais, comme tu vois j'ai bien supporté les coups, le brouillard rose suprasensuel de mon imagination s'est dissipé et personne ne pourra plus me faire prendre les guenons sacrées de Bénarès ou le coq de Platon pour l'image de Dieu ».

#### La rupture
Un certain « M. Armand » (comme l'appelle Wanda dans ses Confessions) se présente un jour de janvier 1882 chez les Sacher-Masoch. Il est apprécié de Leopold et devient son collaborateur le plus proche au sein de la revue Auf der Höhe (Au sommet).
Répondant au nom d'Armand Rosenthal, il se révèle être un escroc. Les déboires financiers que Sacher-Masoch va connaître auraient pour origine les exactions de M. Armand. La revue connaissait cependant peu de lecteurs et Leopold avait des dettes. En juin 1884, Wanda quitte Sacher-Masoch pour partir avec Armand Rosenthal.
Entre-temps, « Hulda Meister découvre dans l'article qu'Armand a consacré à Albrecht Dürer et qui serait le fruit de ses longues recherches à Nurenberg, un simple plagiat de la Revue des deux Mondes, peu scrupuleux, Armand fera toute sa carrière de journaliste en démarquant habilement les articles de ses confrères », escroc « Rosenthal était un escroc de haut vol », « Wanda sait qu'il est un escroc [...] en rompant avec Wanda, Leopold ne pouvait se dégager du réseau de dettes dans lesquelles ils l'avaient enfermé plusieurs centaines de marks pour les toilettes offertes par Armand à Wanda, mais mise au compte de son mari, près de mille marks d'épicerie fine » quand Wanda quitte Masoch. Rosenthal utilise plusieurs pseudonymes, et notamment Jacques Saint-Cère.
Trigame ? « Il m'a parlé de Jacques St-Cère [sic], qui vient de se marier à Genève avec une dame Hentz, mariage très mystérieux. Or ce Jacques St-Cère ne s'appelle pas Rosenthal et il n'est pas du tout allemand. Son nom est Guy. C'est du moins sous ce nom qu'il s'est marié. »
À Genève, Armand Rosenthal cherche à émettre une lettre de change de trente mille francs contre de fausses reconnaissances de dettes sur Sacher-Masoch. Selon Bernard Michel, le couple aurait mis, financièrement, Masoch à sec. Il est dit aussi que durant l'agonie de l'enfant Alexandre, les huissiers saisissent les meubles et autres objets dans la pièce voisine.
Wanda évoque auprès de son amant, ses souffrances. À quel point elle fut épuisée dans ce rôle qui n'était pas le sien. Elle a honte, Armand la console. Armand est amoureux, mais ce qui donne plus de prix à Wanda c'est qu'elle est la femme d'un écrivain célèbre. Sans scrupule, il se sert du nom de Masoch pour rentrer comme journaliste au Figaro.
Hulda dans son autobiographie parle de la naïveté de Masoch face au personnage. Tout le monde est abusé par Armand sauf elle.

### Dans les romans

#### Fantaisie et Fétichisme chez Masoch
- Élisabeth Lemirre et Jacques Cottin ont préfacé Don Juan de Kolomea, selon eux, la fourrure présente dans la plupart des histoires galiciennes, témoigne que Caïn et sa descendance sont du côté sauvage. L'image sera si forte que « la femme ne pourra être Venus qu'ensauvagée d'une fourrure[162]. » La fourrure est une obsession pour Sacher Masoch. Il explique son fétichisme ainsi : « Quant à la fourrure elle rappelle l'époque primitive où l'homme était couvert de poils ; elle fait naître la sensation d'une force sauvage, bestiale qui enivre complètement l'homme moderne de faible complexion[163] ». Il cherche chez la femme, non seulement le côté bestial, sauvage, mais aussi une forme de virilité. Masoch rêvait de se travestir en animal et de se faire chasser. Dans Loup et Louve, l'héroïne demande à son prétendant de se laisser coudre dans une peau de loup, de vivre et de hurler comme un loup, et d'être chassé[164].
- Fétichiste des bottes, des pantoufles, du pied. Il décrit les bottes, les bottines, les pantoufles. Les bottines lacées qu'il nomme Czimas. Ses héros embrassent les pieds, les pantoufles brodées d'or, Ils supportent des « coups de pied », lavent les pieds. « La jeune femme, les dents serrées la frappa à deux reprises du bout de ses petits pieds dédaigneux. D'un mouvement spontané, la pénitente, de ses deux mains s'empara de ce pied, chaussé d'une pantoufle brodée d'or, et le pressa contre ses lèvres[165] ». « L'éclat rouge des talons frappant un parquet, une pantoufle fanée au fond d'un coffret d'ébène et d'ivoire, l'écarlate d'une paire de gants ». Des fétiches qui sillonneront comme des images figées qui resteront en mémoire et se répéteront tout au long de l'œuvre masochienne. On retrouve ce fétichisme dans une nouvelle, La pantoufle de Sapho. Sans la compréhension de l'univers baroque du fétichisme, ce roman surprend comme il étonna les héritiers de Félicien Wasilewski : « Ses héritiers découvrirent parmi toutes sortes d'objets précieux, un coffret d'ébène incrusté d'ivoire, où se trouvait une vieille pantoufle fanée. Le premier étonnement passé, il s'en amusèrent, et n'en parlent jamais qu'en riant[166]. »
 Toujours la pantoufle dans La Pénitente : « La jeune femme, les dents serrées la frappa à deux reprises du bout de ses petits pieds dédaigneux. D'un mouvement spontané, la pénitente, de ses deux mains s'empara de ce pied, chaussé d'une pantoufle brodée d'or, et le pressa contre ses lèvres[167] ». Dans Le Raphaël des juifs cité par Bernard Michel : Plutin demande à Hadasska la jeune fille juive de lui envoyer, par la fenêtre, la pantoufle qu'il embrasse longuement : « Là où le pied d'Hadasska avait reposé dans la fourrure douce et chaude »[168]. Sacher-Masoch évoque son fétichisme du pied féminin dans La femme séparée : « Dans mon âme, à cette heure, il ne se passait rien de voluptueux, il n'y avait pas d'ombre, pas de pensée terrestre. Lorsque, enfin, avec majesté elle me tendit la main, je mis un genou à terre et je lui baisais le pied. Elle me comprit. Elle ramena pudiquement sur elle sa pelisse d'hermine et me congédia d'un geste[124] ». Masoch révèle sa fascination pour le pied, un thème favori de Sacher-Masoch. Il l'exprime dans un roman : Madame von Soldan 1882[169]. Dans ce même roman, il y a aussi un texte sur la main de Frau von Solda. Sacher-Masoch compare sa main à une œuvre d'art sculptée dans du Marbre de Carrare[170].
- Les femmes chez Sacher-Masoch : Toutes les femmes de ses romans sont puissantes à l'image de ses fantasmes. Il fait référence aux Tsarines noires. À Omphale, reine légendaire de Lydie, et Sémiramis, reine de Ninive et de Babylone ; à Roxelane, sultane d'origine ukrainienne épouse de Soliman le Magnifique, à Zénobie, reine de Palmire, à Catherine II de Russie. Toutes intrigantes et rusées. Dans les temps anciens, avec Libussa (680–738) il lui attribue des pouvoirs surnaturels – le Livre de Libussa ou Jugement de Libussa (Sand Libussa) est le texte le plus ancien en langue Bohème – ou encore à la reine Elischka toutes deux citées dans L'Amazone de Prague[171]. Elles sont toujours vêtues de pelisse de fourrure, de Kazabaïka ; elles sont supérieures, ont des regards d'acier ; elles sont chaussées de bottes, sont cavalières. « Elles portent des fouets à la ceintures, voulant bien faire sentir le danger qu'il y a à les séduire. »[172] Elles sont vampires et elles ont des yeux de louves[173]. Elles ont des yeux de Sphinx, Lola[174] un corps de tigresse, cuirassée comme des guerrières, tueuses, dévoreuses, bestiales, ourses. Dans La Hyène de la Puszta la victime bascule dans un sadisme fou, le roman accumule les fétiches : « femmes de qualité », « femmes de théâtre », « méchante variété de modernes Messalines », il s'agit de « gantières », des « bottines de velours noir rehaussé d'étroites bandes de fourrure de zibeline », « il se mettait à ses pieds comme un esclave… comme un chien ! », « un bon de tigresse », « écuyère belle autant que vertueuse ». Il n'y a pas une ligne de ce roman qui ne soit pas dans le fétichisme, dans le masochisme et à la fin dans une forme de sadisme.
- Chasseresses : dans la plupart des romans de Masoch, une scène de chasse est minutieusement décrite : la femme idéale chasse l'ours ou le loup et s'empare de sa fourrure[175].
- Les femmes, chez Sacher-Masoch, sont vertueuses car l'acte sexuel n'est pas le but du rapport, l'orgasme non plus. Il est même souvent fâcheux, car il représente l'arrêt du désir, comme l'explique Gilles Deleuze[176]. Ce rapport au désir fait l'objet de travail approfondi dans L'Anti-Œdipe de Deleuze et Félix Guattari[177]. De la vertu des héroïnes chez Sacher-Masoch, Éric Alliez parle d'absolue chasteté de ces romans roses-noirs[36].
- On retrouve dans les écrits des Masoch tous ses gouts amoureux. Masoch aimait se faire fouetter de façon très sévère : « Voyant que j'en passais par où il voulait, il s'ingénia à rendre la chose aussi douloureuse que possible. Il fit fabriquer des fouets sur ses indications spéciales - entre autres le knout à six lanières armées de clous aigus[178] ». Il avait aussi l'obsession de partager la femme aimée mais à condition de la tenir en main, de rester totalement maître de la situation « Il me demanda carrément de lui être infidèle. (...) Il écouta mon refus sans mot dire ; sans même manifester le moindre dépit ; mais à partir de ce jour, il n'écrivit plus une ligne. Des semaines, des mois s'écoulèrent. Je vis venir le jour où nous allions nous retrouver sans argent »[179].
- Gilles Deleuze confirme « Les goûts amoureux de Leopold von Sacher-Masoch sont célèbres ; jouer à l'ours, ou au bandit ; se faire chasser, attacher, se faire infliger des châtiments, des humiliations et même de vives douleurs physiques par une femme opulente en fourrure et au fouet ; se travestir en domestique, accumuler les fétiches et les travestis ; faire paraître de petites annonces, passer « contrat » avec la femme aimée, au besoin la prostituer[180] ».
- En réalité, Masoch cherche la femme sadique, sans la trouver alors, il cherche celle qui va jouer un rôle, obéir aux scénarios que lui, Sacher-Masoch dictera. Il cherche une comédienne. « La femme aimée n'est nullement sadique par nature, mais elle est lentement persuadée, dressée pour sa fonction[181] ». C'est pour cela que Gilles Deleuze dans la présentation de La Vénus à la fourrure nous dit que le propre de Masoch et du Masochisme est d'être déçu. Et il cite Dostoïevski[182] : « C'est trop idéaliste… et de ce fait cruel[183] ».

#### Sadisme dans les romans
Dans La Vénus à la fourrure, Sacher-Masoch établit un programme. qu'il cherche à mettre en scène (dans la vraie vie) avec une masochisante. Si la femme sadique est souvent présente dans ses romans, il ne la cherche pas dans le passage à l'acte.
Même Richard von Krafft-Ebing, créateur du Monstre sémiologique est perplexe, et convient que le masochiste s'arrête à la rêverie à son tour. Il écrit : « L'instinct de conservation agit contre les suites extrêmes du masochisme, et c'est pourquoi le meurtre et la lésion grave, qui peuvent être commis dans la passion sadique, n'ont autant que je sache, aucun pendant passif dans la réalité. Mais dans les rêveries, les désirs pervers d'individus masochistes peuvent fort bien aller jusqu'à ces conséquences extrêmes… »
Si Sigmund Freud a confirmé le terme sadomasochisme cité par Krafft-Ebing, il se retrouve, vers la fin de sa vie, devant une énigme. Il avoue qu'« il est d'ailleurs rare que les tortures masochistes produisent la même impression de sérieux que les cruautés — fantasmées ou mises en scène — du sadisme ».
En parlant de Wanda et de Sacher Masoch, Gilles Deleuze écrit : qu'on aurait voulu que Wanda soit sadique, mais elle ne l'était pas, « elle sera sa compagne à la fois docile, exigeante et dépassée ».
De ce fait, rencontre improbable en dehors du rêve fantasmatique : Gilles Deleuze précise qu'en cas de rencontre, « chacun fuit ou périt ». Masoch et avec lui la plupart des masochistes ont besoin du sadique dans la rêverie, mais aussi pour essayer de provoquer une réaction sadique chez le masochisant. Ainsi il rêve du sadique comme il provoque le sadisme lequel sadisme comme le masochisme sont au plus profond de l'être humain « Une intuition immédiate et irrécusable donne à penser que, sans une certaine dose de masochisme, (comme autant de sadisme) parvenir à un minimum d'équilibre serait impossible Roger Dadoun ». Pour en parler, Theodor Reik écrit : « Le masochiste envoie le sadique en éclaireur. »

### Liste des œuvres traduites en français
- Contes juifs, récits de famille, Paris : Maison Quantin, 1888 (en ligne) & Éditions Balland, 1992.
- Le Legs de Caïn -l'Errant.
- Don Juan de Kolomea.
- Frinko Balaban, Clair de Lune, Marcella). Traduction Thérèse Bentzon, sous titre Contes galiciens. Hachette, 1874.
- Le legs de Caïn Nouveaux récits galiciens (La justice des paysans, Le Haydamak, la Hasara Raba, Le Mariage de W.Kochanski). Traduction Thérèse Bentzon, Paris, Calmann-Lévy, « coll. La bibliothèque contemporaine » 1876.
- Le Fou de Firleiouwka, Femmes slaves XXX, Revue des deux Mondes (15 août 1889), LXe Année, Troisième période, t. CII, Paris, 1890, p. 918-922.
  - Parution 1995, Préface Emmanuel Dazin, Fouets et Fourrure, Le Castor astral.
- La Mère de Dieu, trad. Strebinger, préf. Jean-Paul Corsetti, Champ Vallon, Seyssel, 1991.
- La Pêcheuse d'âmes, trad. L.-C. Collomb, préf. Jean-Paul Corsetti, Champ Vallon, Seyssel, 1991.
- La Vénus à la fourrure : et autres nouvelles, prés. Daniel Leuwers, Presses Pocket, Paris, 1985,  (ISBN 2-266-03879-6).
- Œuvres maîtresses : La Vénus à la fourrure, Le Cabinet noir de Lemberg, La Pêcheuse d'âmes, Les Batteuses d'hommes, La Pantoufle de Sapho et autres contes, préface Cécile Guilbert, Éditions Robert Laffont, sortie le 21 novembre 2013.
- La Vénus à la fourrure, trad. N. Waquet, préface de N. Waquet, Paris, Petite Bibliothèque Rivages, 2009.
- La Madone à la fourrure, trad. V. Piveteau, postface de J. Allouch et V. Piveteau : « Où le mariage moderne réduit le masochisme à la portion congrue », Paris, Epel, 2011.
- Un testament insensé, Paris, Autrement, 2009  (ISBN 9782746713550).
- La Femme séparée, trad. Strebinger, Marseille, Via Valerino, 1991
- L'Amour de Platon, trad. J.-F. Boutout, Lagrasse, Verdier, 1991.
- Esthétique de la laideur, suivi de Diderot à Petersbourg (Diderot in Petersburg). Traduit et introduit par Georges-Paul Villa, Paris, Buchet-Chastel, 1967.
- Les Batteuses d'hommes (sept nouvelles), vol. I, éd. Claude Tchou, 1967
  - (La Dompteuse, Kasimira, Krach en amour, Un duel à l'américaine, Martscha, La Hyène de la Puszta, La Dame blanche de Machow).
- Le Legs de Caïn, contes galiciens (cycle inachevé), vol. I, éd. Claude Tchou, 1967.
  - (dont L'Errant, Don Juan de Kolmea, Frinko Balaban, Clair de lune, Marcella. Le Conte bleu du bonheur).
- L'Amour cruel (sept nouvelles), vol. II, éd. Claude Tchou, 1967
  - (La Tsarine noire, La Vénus de Murany, Les Noces sanglantes de Kiev, La Pantoufle de Sapho, La Judith de Bialopol, Eau de Jouvence, La Fontaine aux larmes).

## Notoriété

### Clin d'œil sur Kafka
Éric Alliez évoque le chapitre « Re-présentation de Masoch », chapitre où Gilles Deleuze rejoint Bernard Michel à propos des correspondances entre Franz Kafka et Masoch.

Pour Bernard Michel, les liens qui unissent Sacher-Masoch à Kafka sont multiples. « Surtout, on oublie toujours de dire, La Vénus à la fourrure est pleine d'humour et de comique. On sait que lorsque Kafka lisait le manuscrit du Procès à ses amis, tous éclataient de rire. Les amis de Masoch auraient pu en faire autant. Le mot comique revient aux moments les plus dramatiques ». L'analyse du nom de Gregor Samsa le héros de La Métamorphose est un hommage rendu à Sacher-Masoch par Franz Kafka. Lorsque Masoch voyage en Italie avec Fanny Pistor, qu'il se travestit en domestique, il choisit Gregor comme nom de valet. Puis Bernard Michel nous dit, les liens qui unissent Kafka à Sacher-Masoch sont multiples. Non seulement le héros de La Métamorphose se prénomme Gregor, mais son nom Samsa a quelque chose à voir avec SAcher-MASoch, une anagramme qui a pour but de faire rimer Samsa avec Kafka. Puis, il y a cette image dans La Métamorphose : 

« Samsa était voyageur de commerce, était accrochée la gravure qu'il avait découpée peu auparavant dans une revue illustrée, et placée dans un joli cadre doré. Cela représentait une dame portant une toque et un boa de fourrure, assise bien droite, qui tenait vers le spectateur un volumineux manchon de fourrure où tout son avant-bras disparaissait. »

 Lorsque la mère et la sœur décident de vider cette chambre, Gregor se précipite sur l'affiche et s'y colle. Pour Bernard Michel cette image « est comme une présence menaçante d'une féminité qui veut s'attaquer à sa personnalité ».

Ce que dit Gilles Deleuze sur le propos : 

« Grégoire est bien le pseudonyme que prend le héros de la Vénus et Samsa semble bien le diminutif ou l'anagramme partielle de Sacher-Masoch. Ce ne sont pas seulement les thèmes masochistes qui sont nombreux chez Kafka, mais le problème des minorités dans l'empire austro-hongrois anime les deux œuvres. Il n'y a pas moins de grandes différences entre le juridisme de tribunal chez Kafka et le juridisme de contrat chez Masoch. »

. « La complémentarité contrat suspens infini joue chez Masoch un rôle analogue à celui du tribunal et de l'« atermoiement illimité » chez Kafka : un juridisme, un extrême juridisme, une justice qui ne se confond nullement avec la loi ».

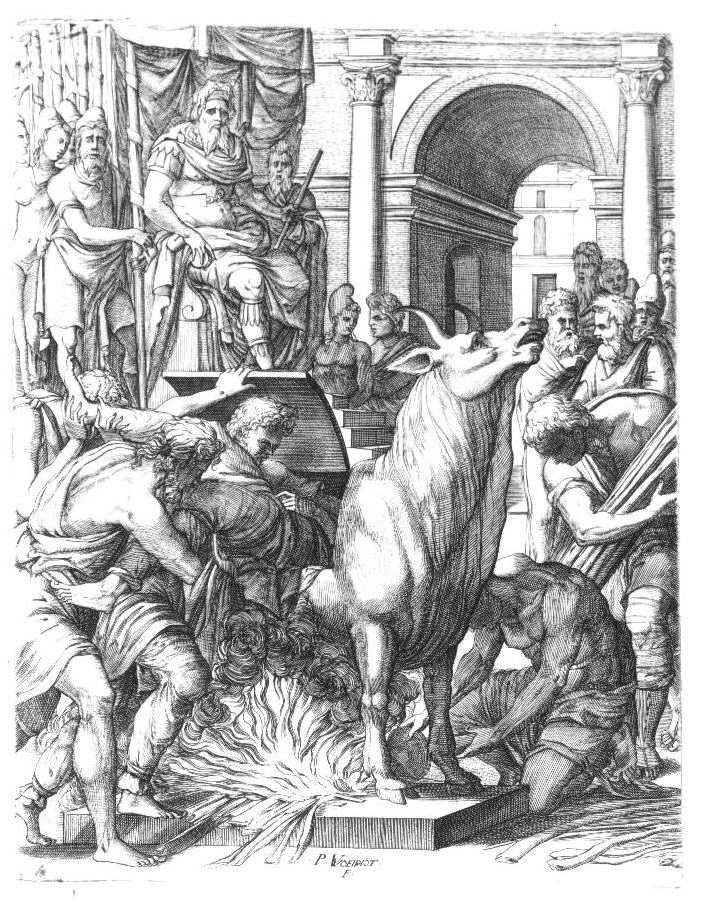
Phalaris condamnant le sculpteur Perillus au taureau d'airain. Gravure de Pierre Woeiriot d'après Baldassarre Peruzzi.

Le taureau d'airain ou taureau de Phalaris est un instrument de torture. Bernard Michel trouve une correspondance dans La Colonie pénitentiaire à propos du bœuf de Denys le Tyran. Cette chaudière en forme de taureau on l'on jetait le supplicié à l'intérieur. chaudière raffinée qui répercutait en les modifiant les hurlements du condamné. Lorsque Wanda cherche à punir son mari par ce qu'elle estime être la propre invention de Masoch : « C'est toi qui m'as inoculé l'égotisme, l'orgueil et la cruauté et c'est toi qui en sera la première victime », comme Phalasis expérimente le taureau sur Perillos d'Athènes qui devient le premier supplicié de sa propre invention.
Bernard Michel donne plus de précision en citant Wanda. Si la liaison avec Fanny s'est terminée avec un épisode du Grec purement imaginaire. Le mariage avec Wanda se termine avec l'épisode du Grec. Lors de cet épisode, Bernard Michel trouve une correspondance avec Alžbeta Bátoriová-Nádasdiová qui suspendait ses victimes dans une cage en métal armée intérieurement des lames acérées. Elle y faisait enfermer des jeunes filles. La cage se balançait au-dessus d'une baignoire dans laquelle se prélassait la comtesse. Au rythme du mouvement de la cage les lames tranchantes de la prison d'acier faisaient gicler le sang des suppliciées. Si bien que les lames déchiraient mortellement et lentement les chairs des martyres. Durant cette torture, Élisabeth Báthory attendait, nue, dans la baignoire que le sang ainsi versé la recouvre. Elle était persuadée de conserver, ainsi, une éternelle jeunesse. Sacher-Masoch a écrit un roman inspiré par Élisabeth Báthory sous le titre D'eau de Jouvence.
Enfin, Bernard Michel estime que ces correspondances prouvent que Sacher Masoch a sa place dans la lignée des plus grands écrivains d'Europe centrale.

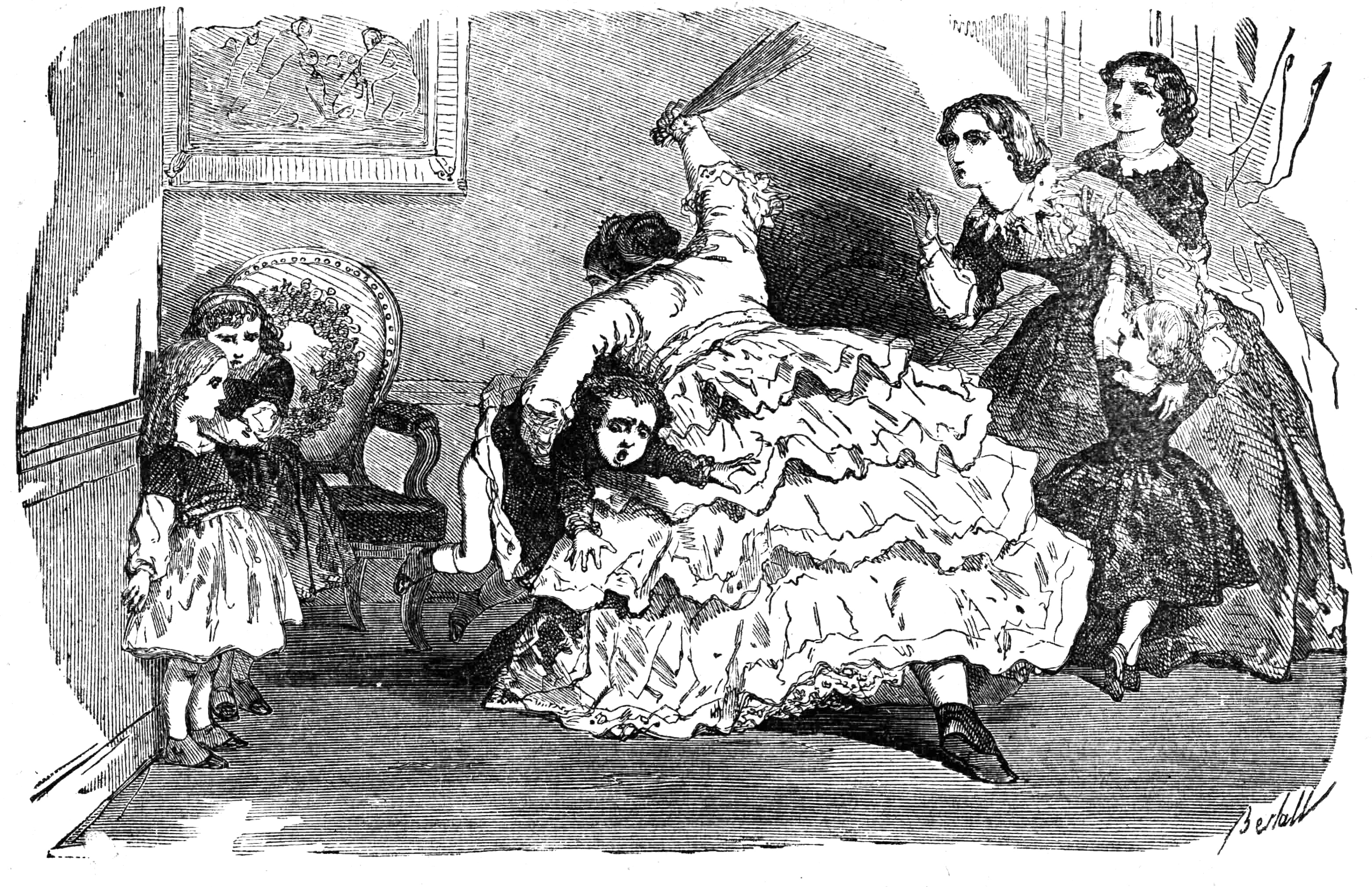
Illustration des Petites Filles modèles.

Pour Jean-Paul Corsetti, le thème érotique « s'intègre pleinement dans cette sorte de Comédie humaine où la fiction est au service d'un engagement politique et culturel, philosophique, esthétique et spirituel ».

### A la Comtesse de Ségur
« Ce pourquoi Masoch fut un auteur non pas maudit, mais fêté et honoré ; même la part inaliénable du masochisme en lui ne manqua pas de paraître une expression du folklore slave et de l'âme petiterussienne. Le Tourgueniev de la Petite-Russie, disait-on. Ce serait aussi bien une Comtesse de Ségur. »

### Puis l'opprobre jetée par Krafft-Ebing

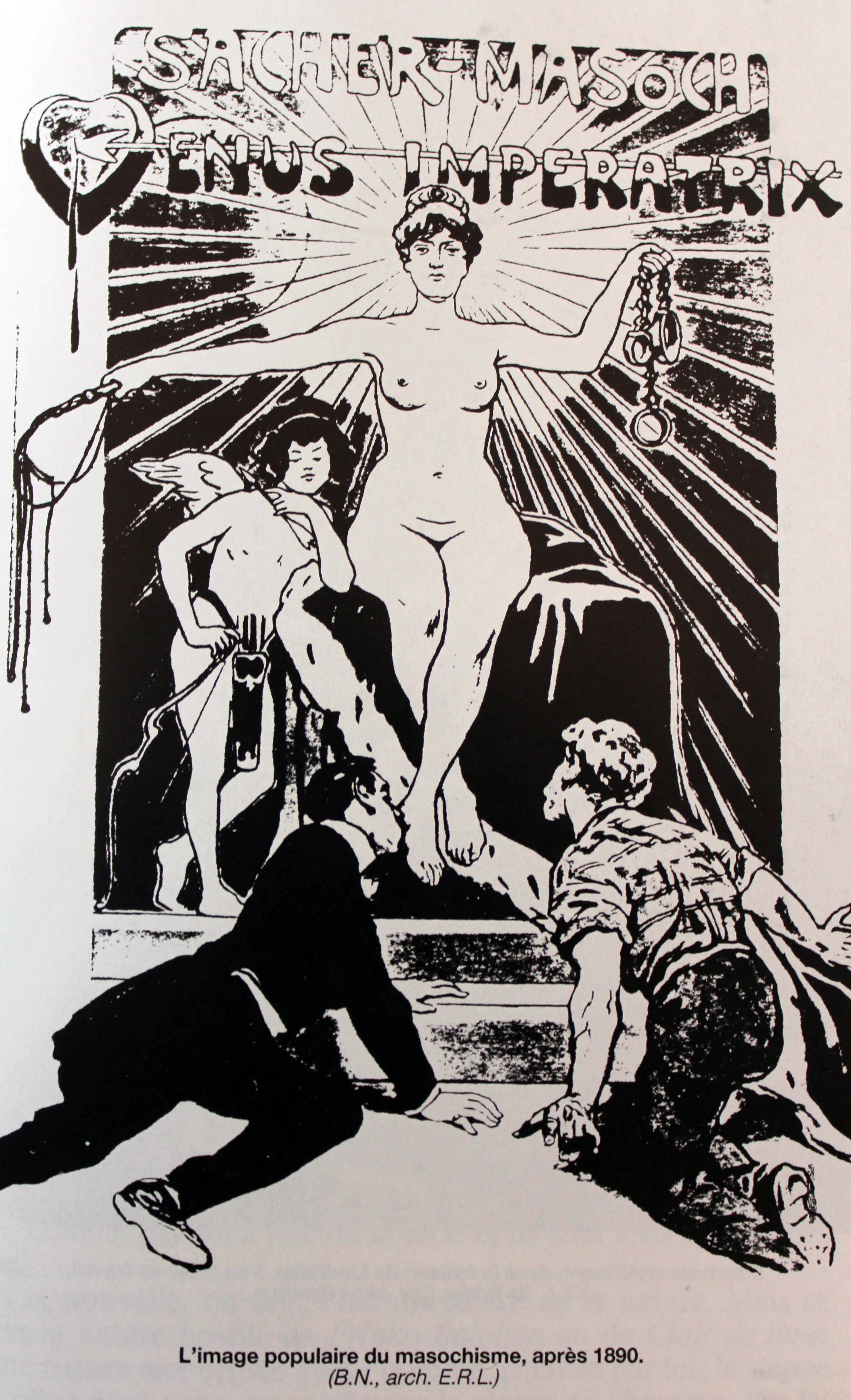
L'image populaire du masochisme après 1890

En 1890, Richard von Krafft-Ebing, professeur en psychiatrie à l'Université de Vienne, écrit dans le domaine de la psychopathie sexuelle :
« Ces perversions de la vie sexuelle peuvent être appelées masochisme, car le célèbre romancier Sacher-Masoch, dans de nombreux romans et surtout dans son célèbre La Vénus à la fourrure, a fait de ce type spécial de perversions sexuelles le thème favori de ses écrits. »
Krafft-Ebing prétend, à propos de sa création sémantique du mot masochisme que, si Sacher-Masoch a écrit un ouvrage tel que La Vénus à la fourrure sous son vrai nom, accrédité par son épouse qui publie sous le nom de Wanda von Sacher-Masoch Confession de ma vie, il peut s'octroyer le droit de parler des ouvrages. Mais Krafft-Ebing franchit un pas supplémentaire en baptisant ce qu'il appelle une « pathologie sexuelle » du nom de Masoch. La dite pathologie est désormais nommée masochisme.
« L'invention du masochiste : un psychopathe au féminin ou comment Krafft-Ebing, docte inventeur de perversions en tout genre, change Leopold von Sacher-Masoch en criminel du sexe pour avoir commis le pire des crimes : renier le primat du phallus (le privilège de la virilité). […] Krafft-Ebing en fait un pervers, c'est-à-dire un exclu, un réprouvé […] Dans Psychopathia sexualis, le masochisme est décrit comme monstrueux. »
Régis Michel n'est pas le seul à être offusqué. Bernard Michel cite à son tour Krafft-Ebing et écrit : « D'un seul coup, il rendait Sacher-Masoch immortel, banalisé à travers toutes les langues du monde, mais il le tuait en tant qu'écrivain. Si quelque psychiatre avait forgé le mot « proustien », À la recherche du temps perdu ne risquait-elle pas de disparaître de la grande littérature pour devenir le jardin secret d'une sexualité marginale ? Et l'œuvre proustienne aurait pu disparaître comme celle de Masoch, les spécialistes le confirment tels que Pascal Quignard et Jean-Paul Corsetti. »
Pascal Quignard cite l'écrivain Leopold Stern : « Rousseauisme aurait fait aussi bien que masochisme ».
Aujourd'hui Rousseau repose au Panthéon depuis le 11 octobre 1794. Masoch, lui, continue à souffrir de l'opprobre des réactionnaires.
À propos de la santé mentale de Sacher-Masoch Bernard Michel explique : « Même l'arrivée du Grec et le cri terrible de Wanda : 
« — Alors fouettez-le ! » 
— Sur l'instant je reste figé sans dire un mot la situation est effroyablement comique, je pourrais moi-même en rire si elle n'était pas en même temps si en même temps si désespérément piteuse et outrageante pour moi ».

« C'est un élément important dans le dossier sur une prétendue folie de Sacher-Masoch. Un fou n'a pas le sens de l'humour ».
Krafft-Ebing voit dans le fétichisme de la main et du pied « Un trait essentiel du masochisme le pied qui peut fouler et meurtrir, surtout s'il est chaussé de bottes, la main qui peut frapper, sont adorés par le masochiste, comme des instruments précieux de supplice ».
Maxime Rovère nous dit que « Sacher-Masoch a jeté une lumière éblouissante sur le paradoxal plaisir d'être dominé physiquement et moralement ».

### Suivie de la réhabilitation par Deleuze
Il faudra le courage et la liberté du philosophe Gilles Deleuze pour libérer Sacher-Masoch de l'indignité,
« Faut-il en conclure que le langage de Masoch est paradoxal aussi, mais parce que les victimes à leur tour y parlent comme le bourreau qu'elles sont pour elles-mêmes » ?
« Chez Masoch dans la vie comme dans son œuvre, il faut que les amours soient déclenchées par des lettres anonymes ou par des pseudonymes, et par de petites annonces ; Il faut qu'elles soient réglées par des contrats qui les formalisent les verbalisent ; les choses doivent être dites, promises, annoncées, soigneusement décrites avant d'être accomplies ».
« Nous devons refuser l'alternative encore maintenue par Krafft-Ebing : ou bien « la » bourreau est une vraie sadique ou bien elle feint de l'être. Nous disons que la femme-bourreau appartient entièrement au masochisme, qu'elle n'est certes pas un personnage masochiste, mais qu'elle est un élément du masochisme [...] La femme bourreau échappe à son propre masochisme en se faisant « masochisante » ».
« Avec Sade et Masoch, la littérature sert à nommer, non pas le monde puisque c'est déjà fait, mais une sorte de double du monde, capable d'en recueillir la violence et l'excès. »

### Enfin sorti de l'ombre
Pour Jean-Paul Sartre, Wanda est exploitée : 

« En particulier le masochiste qui paye une femme pour qu'elle le fouette, la traite en instrument et, de ce fait, se pose en transcendance par rapport à elle. Ainsi le masochiste finit par traiter l'autre en objet et par le transcender vers sa propre objectivité. On rappelle, par exemple, les tribulations de Sacher-Masoch qui, pour se faire mépriser, insulter, réduire à une position humiliante, était contraint d'utiliser le grand amour que les femmes lui portaient, c'est-à-dire d'agir sur elles en tant qu'elles s'éprouvaient comme un objet pour lui… »

À son tour Jean Dutourd écrit :

« La pire mésaventure qui puisse arriver à un artiste est de rencontrer un professeur. Le professeur, pour les besoins de ses petites classifications, colle une étiquette sur l'artiste. [...] Il y a eu dans la vie de Sacher-Masoch quelques épisodes semblables à ceux de La Vénus à la fourrure. Du reste, en lisant le roman, on sent une espèce de palpitation autobiographique, comme dans Manon Lescaut. A mon avis, c’est un des plus grands livres sur l’amour, avec Manon Lescaut justement, Les Liaisons dangereuses, Adolphe et une demi-douzaine d’autres. »

Il précise dans ce texte que « Sacher Masoch est un écrivain attachant et curieux qui a eu l'audace d'écrire quelques formes extrêmes de l'amour, un esprit brillant caustique, une sorte de poète pervers à la Baudelaire. » L'académicien regrette que Stendhal n'ait pas lu La Vénus à la fourrure.

### Politique

#### Anti Bismarck
En 1875, Masoch connaît un immense succès, il publie alors : Les Idéaux de notre temps, traduit en français en 1877 sous le titre Les Prussiens d'aujourd'hui.
Sacher-Masoch écrit, dans Les Prussiens d'aujourd'hui, ses reproches à l'Allemagne bismarckienne d'avoir oublié dans la réussite matérialiste, ses idéaux et le sens de sa mission. C'est un succès et un scandale immédiat. Dans cet ouvrage Masoch met en scène trois personnages Andor, docteur en histoire, personnage dans lequel Masoch se faufile, Plant, clerc de notaire et le sculpteur Wolfgang. Masoch se sert de ces personnages à titre politique. Il leur fait tenir des propos contre l'Allemagne de l'époque, accusée avec violence.

« Les milliards français ont été comme les dons des Grecs pour la pauvre Allemagne ; à Berlin, à Vienne et dans cent petites villes, ils ont déchaîné cette fureur de spéculation qui nous a ramenés au temps de Law, avec eux est venue une armée de vampires avides de sang, qui mènent les peuples à leur perte et insufflent la soif, la rage de gagner de l'argent sans effort, sans travail ; par eux ont été nivelées chez nous toutes les classes de la société [...] Un Allemand de nos jours pense, sent et parle comme s'il n'y avait jamais eu un Voltaire ; un Lafayette, un Robespierre [...] La liberté est une phrase creuse, mais les milliards des Français sont un fait positif. La force est au-dessus de la liberté et le succès nous donne raison[...] l'idéal en tout genre a été détruit ; un matérialisme grossier l'a remplacé. Nous vivons dans un temps de transition et de fermentation ; tout est Chaos autour de nous comme aux premiers jours de la création[...] Les prétentions des Allemands à être le peuple le plus moral, le plus cultivé n'ont aucune justification, ils dépensent plus d'argent pour l'eau-de-vie que pour les livres. »

Sacher-Masoch de langue allemande, autrichien et francophile, ses reproches à l'Allemagne bismarckienne d'avoir oublié dans la réussite matérialiste, ses idéaux et le sens de sa mission.
Il obtient un plébiscite français unanime, lorsqu'il se déchaine et apostrophe le lecteur :

« Le feu sacré s'est éteint chez toi, Allemagne et le plus triste, c'est que tu l'as éteins toi-même. Longtemps il avait brillé comme une étoile qui montre le chemin ; mais tu n'as plus d'étoile tu n'as plus d'idéal. Tu as versé du sang, tu as amassé de l'or. Tu peux t'enorgueillir de tes conquêtes et de tes milliards. Que t'importe la haine des peuples ? Que t'importent tes vertus, tes grandeurs passées ? C'est le bouclier du malheur, mais ta prospérité se couronne de mensonges. — Le beau ? Tu as préféré la gloire sanglante de Rome à la gloire immortelle d'Athènes, tu n'auras désormais ni Homère ni Phidias - La liberté ? Qu'en feras-tu ? Comme les cohortes et la plèbe antique, tu ne reconnais plus d'autres dieux que César ! »

Par cette proclamation non seulement Masoch acquiert le plébiscite français, mais Les Contes Galiciens assurent une place brillante auprès de l'écrivain russe Ivan Tourgueniev. Thérèse Bentzon, le célèbre à ce moment, comme un grand écrivain européen dans la Revue des deux Mondes.

### Influences
L'influence des philosophes tels Arthur Schopenhauer, Friedrich Nietzsche et particulièrement Mikhaïl Aleksandrovitch Bakounine, l'auteur de Dieu et l'État (1882) et son Catéchisme révolutionnaire, est reconnue par des biographes tels que Jean-Paul Corsetti et Bernard Michel. Cette influence joue particulièrement sur le cycle du Legs de Cain.

#### Psychanalyse
Selon Lacan

« Masoch aussi exemplaire que l'autre à nous avoir livré du rapport masochiste toutes les structures qu'incarne dans la figure d'une femme cet autre, auquel il a à dérober sa jouissance, cet autre, jouissance absolue, mais jouissance complètement énigmatique. II n'est pas un instant question même que cette jouissance puisse à la femme si je puis dire, lui faire plaisir. C'est bien le cadet des soucis du masochiste, c'est bien pourquoi sa femme, affublée du nom de Wanda, la Vénus aux fourrures, sa femme quand elle écrit ses mémoires nous montre à quel point de ses requêtes elle est à peu près aussi embarrassée qu'un poisson d'une pomme. »

Ce qui fait dire à Jean-Paul Corsetti en citant l'aphorisme de Franz Kafka : « Une cage partie à la recherche d'un oiseau. »

#### Bachofen et Masoch par Gilles Deleuze
Selon Gilles Deleuze, Masoch a lu le livre de Johann Jakob Bachofen, grand ethnologue et juriste hégélien, son contemporain. « N'est-ce pas dans la lecture de Bachofen, autant que de Hegel que le rêve initial de La Vénus à la fourrure trouve son point de départ ? ». Pour Bachofen, trois stades :
1. Le principe féminin domine, les femmes ont de libres relations avec des hommes différents, les hommes ne comprennent pas encore leur participation à la naissance des enfants, la reproduction serait une sorte de parthénogenèse : « le père n'étant « personne »[220] ». C'est le stade hétaïrique, aphroditique, formé par le Chaos. Selon Gilles Deleuze ce stade se poursuit avec les courtisanes régnantes en Asie et avec la prostitution sacrée.
2. Le second stade que Deleuze nomme Déméterien. Les hommes restent sous la domination des femmes, mais ils prennent le rôle de père ou de mari.
3. Selon Bachofen le matriarcat disparaît pour laisser place à la domination de l'homme[221]. Ce que nous connaissons de nos jours : le système patriarcal ou apollinien s'impose et fait dégénérer le matriarcat dans des formes corrompues. Selon Pierre Cordon un écrivain qui, d'après Gilles Deleuze, doit beaucoup à Bachofen[222]. Selon Bernard Michel, Masoch n'a pas lu Bachofen, ou s'il l'a lu, il ne s'y est pas intéressé.

##### Influence de Schopenhauer
« On imagine que le masochiste idéalise la femme, qu’elle est sacrée reine et parée de toutes les vertus. C’est oublier que Leopold von Sacher-Masoch était un lecteur assidu d'Arthur Schopenhauer, il lui empruntait des réflexions misogynes : « Le sexe court de taille, étroit d’épaules, large de hanches, aux jambes torses, ne pouvait être nommé beau que par notre sexe à nous, que les sens aveuglent » et les mettait dans la bouche de ses personnages ».
Lecteur de Schopenhauer Sacher-Masoch bâtit ses châteaux de la perversion dans un monde qu’il juge infernal. À l’origine, il y a cette réfutation de Leibniz : le monde dans lequel nous vivons n’est pas le meilleur des mondes possibles. Le monde, tel que l’envisage Sacher-Masoch, est un « legs de Cain », il est placé sous le signe du mal, du crime, de la malédiction, de la culpabilité. « La nature, écrit-il, nous a donné la destruction comme moyen d’existence. »
Selon Masoch, l'homme et la femme sont en guerre « Ils oublient leur hostilité native dans un court moment de vertige et d’illusion pour se séparer de nouveau, plus ardents que jamais au combat. »
Comment éviter la destruction ? En ayant recours à la « perversion idéaliste ».

###### Rapport à la mort chez Arthur Schopenhauer
Sacher-Masoch est un grand admirateur de Schopenhauer, grand philosophe mais aussi misogyne. Arthur Schopenhauer fut le maître à penser de Nietzsche, de Sacher-Masoch et d'autres. Lorsque l'on ressent une certaine misogynie à la fin de La Vénus à la Fourrure, on sent l'influence du philosophe Mais l'influence est tout aussi intéressante lorsqu'elle s'applique à la mort, un des thèmes du Legs de Caïn.

Rapport à la mort chez Arthur Schopenhauer : 

« Comment as-tu osé interrompre le repas sacré du néant, pour faire surgir une telle masse de malheur et d'angoisse ? »

— Métaphysique de l'amour métaphysique de la mort, Bibliothèque 10/18

Rapport à la mort chez Leopold Von Sacher-Masoch : 

« Qu'est-ce donc le bonheur ? continua le vieillard. Je l'ai cherché partout où s'agite le souffle de vie. Le bonheur n'est-ce pas la paix, qu'en vain nous poursuivons ici-bas ? N'est-ce pas la mort qui nous inspire tant d'effroi ? (...) Pourquoi donc craindre ce que nous avons été si longtemps ? (...) Mieux vaudrait, il est vrai, ne pas naître, ou bien une fois né, rêver jusqu'à la fin ce rêve décevant. »

— Prologue. L'Errant
.

###### Chez Nietzsche
Rapport à la mort : « D'après l'antique légende, le roi Midas poursuivit longtemps dans la forêt le vieux Silène, compagnon de Dionysos, sans pouvoir l'atteindre. Lorsqu'il réussit enfin à s'en emparer, le roi lui demanda quelle était la chose que l'homme devait préférer à toute autre et estimer au-dessus de tout. Immobile et obstiné, le démon restait muet, jusqu'à ce qu'enfin, contraint par son vainqueur, il éclatât de rire et laissât échapper ces paroles : « Race éphémère et misérable, enfant du hasard et de la peine, pourquoi me forces-tu à te révéler ce qu'il vaudrait mieux pour toi ne jamais connaître ? Ce que tu dois préférer à tout, c'est pour toi l'impossible : c'est de n'être pas né, de ne pas être, d'être néant. Mais, après cela, ce que tu peux désirer de mieux, c'est de mourir bientôt. » (Friedrich Nietzsche, La Naissance de la tragédie)

##### Mikhaïl Aleksandrovitch Bakounine
Sacher-Masoch fait la connaissance du philosophe, révolutionnaire, anarchiste Mikhaïl Aleksandrovitch Bakounine au congrès panslaviste de Prague.
Du rapport à la propriété chez Masoch : « Et j'ai éprouvé de même la malédiction qui s'attache à la propriété... Née de la violence et de la ruse, elle provoque les représailles et engendre la discorde et les forfaits sans fin ».
Du rapport à la propriété chez Mikhaïl Bakounine : « Pour faire une révolution radicale, il faut donc s'attaquer aux positions et aux choses, détruire la propriété [...] ».
Rapport au travail chez Masoch : « Le travail seul peut nous affranchir de la misère originelle. Tant que chacun cherche à vivre aux dépens du prochain, la paix sera impossible ».
Du rapport au travail chez Mikhaïl Bakounine : « Le travail est la seule base fondamentale de la dignité et du droit humain ».
D'autres exemples de concordance sont signalés par Jean-Paul Corsetti

##### À propos d'Octave Mirbeau
« Quant à la vision de l'humaine condition, où se conjuguent les influences de Pascal et de Baudelaire, dûment laïcisés, de Dostoïevski et de Schopenhauer, elle est imprégnée du plus noir pessimisme. La vie, farce sinistre sans rime ni raison, est éminemment absurde, et la sagesse consiste à la regarder en face en toute lucidité, sans illusions ni espérances » à cette citation, Pierre Michel (écrivain) spécialiste d'Octave Mirbeau réplique : « Au premier rang de ces lois qui régissent le monde à notre insu, Mirbeau place ce qu'il appelle « la loi du meurtre » (pour sa part, Sacher-Masoch y voyait : le legs de Caïn) ».

## Les biographes
Bernard Michel écrit que de nombreux lecteurs de La Vénus à la fourrure, trompés par le nom, croient que Wanda en est l'inspiratrice. En réalité, elle se place en tant qu'actrice d'un rôle théâtral du roman. Elle en joue pour faire croire à Sacher-Masoch qu'elle est son idéal. « Dans son livre Confession de ma vie, Elle se place en tant que victime d'un mari déséquilibré. [...] les pseudo-biographes de Sacher-Masoch ne font que la paraphraser sans aucun sens critique ».
Lorsque la séparation est consommée, Wanda écrit Confession de ma vie, une autobiographie dans laquelle elle se pose en victime vertueuse des fantasmes de son mari. Elle a énormément romancé ses rapports, fait l'impasse sur les escroqueries de son amant : Armand Rosenthal. Carl-Felix von Schlichtegroll, secrétaire auto-proclamé de Sacher-Masoch, répond, pour la contredire, dans deux ouvrages, intitulés Sacher-Masoch et le masochisme et Wanda sans masque et sans fourrure. Selon Bernard Michel, le dit secrétaire ne serait qu'un parasite. Il s'agirait d'un noble allemand, originaire des régions baltes qui passe deux semaines chez Hulda, la seconde épouse de Sacher-Masoch. Il interroge, fouille dans les papiers pour écrire les deux livres. Il a le mérite, selon Bernard Michel de reproduire des passages entiers du journal de Sacher-Masoch et des documents disparus et irremplaçables aujourd'hui.
Carl-Felix von Schlichtegroll affirme que la mère d'Aürora aurait tenu un tabac, « le petit tabac du cirque », où la fille vendeuse, aurait attiré une clientèle de vieux messieurs intéressés par ses charmes. Il avait trouvé une lettre de 1867 du colonel des hussards Alexandre Rigyitzki qui avoue à Aürora (Wanda) « avoir passé des heures paradisiaques [...] dont la suite fut une déception très amère ».
La confession de Wanda et les biographies de Carl-Felix von Schlichtegroll, sont toutes deux polémiques et contradictoires. Et à ce titre Maxime Rovère écrit : « Seulement voilà, la vérité ne se présente jamais autrement que masquée, et en fourrure. Les déguisements et les fétiches lui sont consubstantiels. Schlichtegroll lui-même n'a jamais été comme il le prétend, le secrétaire de Sacher-Masoch et son nom n'est qu'un pseudonyme transparent, signifiant mot à mot « celui qui apaise les rancœurs ». Par conséquent, si l'on veut se faire une idée exacte des rapports de Sacher-Masoch et de sa femme, on ne peut pas se contenter de rechercher seulement la vérité. Il faut écouter les voix, faire place à tous les fantasmes, et prendre la réalité pour ce qu'elle est : un carambolage halluciné de sensations, un télescopage désordonné de craintes et d'espérance, une illisible langue des signes. ». Jean-Paul Corsetti pense lui que, « Même si l'ouvrage de Wanda prête souvent à caution, plusieurs passages nous éclairent, certains mensonges aussi ».
Lorsqu'elle rencontre Masoch elle n'est pas vierge et elle se fait passer pour une veuve. Elle se dresse un portrait conforme à l'idéal de Masoch. Masoch dupe ? Il ne semble pas. Le lendemain de leur mariage, le journal Tagesport annonce l'union entre Sacher-Masoch et la Baronne de Rümelin. Selon Wanda l'idée qu'elle qualifie de fantaisiste vient de Sacher-Masoch. « Pouvait-elle s'en formaliser ? elle qui avait joué pendant des mois je personnage d'une grande dame » ?
Elle se garde bien de lui dire qu'elle le connaît à travers Madame Frischauer, Berhold Frischauer, son fils que Sacher-Masoch considère comme une crapule. C'est seulement à la naissance de son premier enfant que Wanda avoue son vécu. Masoch lui pardonne et s'engage à beaucoup travailler pour la faire vivre dignement avec leurs enfants.
Paul-George Villa, dans sa préface, voit Wanda comme une aventurière et prétend que le portrait qu'elle dresse d'elle-même dans Confession de ma vie n'est pas honnête. Il estime d'après le journal intime de Sacher-Masoch qu'elle aurait donné satisfaction au masochisme de l'écrivain dès les premières rencontres. Pourtant un peu plus loin dans sa préface, Villa nous dit en parlant de l'écrivain : « Il faut y voir une vérité personnelle, c'est-à-dire une réalité déformée, corrigée, amplifiée ou censurée par la sensibilité de l'écrivain, (...) la suite de l'histoire est un peu trop belle, un peu trop accordée au penchants du conteur, pour être véridique ». D'autant que Sacher-Masoch est un mystique. Il aurait pu nous dire, selon la célèbre phrase de Tennessee Williams prononcée par Vivien Leigh : « Je m'invente des mensonges que je suis seule à croire. »

Pour André Pieyre de Mandiargues : « Le masochisme est une expérience mystique ».
Gilles Deleuze ne partage pas l'avis de Villa, « Le livre de Wanda est fort beau. Il fut jugé sévèrement par les biographes ultérieurs, qui, toutefois, se contentaient souvent de le démarquer. C'est que Wanda présente d'elle-même une image trop innocente. On la voulait sadique, Sacher-Masoch était masochiste. Mais le problème ainsi n'est peut-être pas bien posé ».
Selon Daniel Leuwers, de l'innocence de Wanda : « En causant avec lui, je m'étais efforcé de « découvrir » et de discerner la vérité de la « littérature » dans ses paroles, mais tout s'embrouillait maintenant et je ne m'y retrouvais plus. » Daniel Leuwers dans sa préface nous dit : « Les frontières entre le fantasme et la réalité sont si perméables que l'inconscient arrive toujours à se frayer un chemin bénéfique dans les ornières les plus inquiétantes de l'activité humaine. »
Selon Jean-Paul Corsetti, « Léopold Von Sacher-Masoch apparaît, dans Confession de ma vie sous un regard oblique que seules certaines loupes permettent de saisir. »
Wanda est dans le plus grand dénuement lorsqu'elle rencontre Sacher-Masoch. Elle écrit dans ses confessions : « Il y avait des jours où il allait vraiment trop loin ; ces jours-là je ne sortais plus de mon rôle de Maîtresse cruelle. Je me voyais forcée de faire souffrir des tortures physiques et morales raffinées à ce pauvre homme, malade de corps et d'âme, et quand émue de pitié, des larmes étouffantes m'empêchaient de rire, il levait vers moi des mains suppliantes et s'écriait : Encore ! Encore ! Encore.. N'aie pas pitié de moi.. Plus je souffre par toi, et plus je suis heureux ! […] J'ai lutté loyalement contre ma propre nature et je me suis fait violence pour lui donner autant de bonheur. » Wanda vivait dans l'obsession d'être démunie. Elle avait vécu dans le manque une partie de son enfance et de son adolescence. Avec Sacher-Masoch, ils vivaient du travail de l'écrivain. Selon son autobiographie, lorsqu'elle s'arrêtait de le fouetter, il s'arrêtait d'écrire. Le spectre des privations hantait Wanda, alors elle reprenait le fouet.
Wanda reproduit là, la réflexion d'une amie à qui elle s'est confiée : « Seulement ce qui est drôle, c'est que ce soit vous qu'il appelle « maîtresse » et que lui s'appelle esclave. »
À propos d'un article de l'époque dans Débat, au journaliste qui critique Sacher-Masoch en disant que les femmes de ses romans se ressemblaient toutes et qu'il souhaitait qu'elles ne soient plus l'objet de ses livres, Sacher-Masoch répondit à Wanda : « Si cette femme était dans ma vie, comme il le croit, elle ne serait pas dans mes livres. Elle s'y faufile parce que j'ai la tête pleine d'elle. Dès que je veux peindre une femme, c'est elle qui vient sous ma plume ; malgré moi il me faut la décrire sans cesse, et une fois que j'y suis, c'est comme une ivresse : je ne peux pas m'arrêter, avant de l'avoir peinte dans sa démoniaque beauté cité par Wanda dans Confession de ma vie ». Et il ajoute en s'adressant à Wanda :« Tu pourrais m'aider beaucoup en maniant le fouet... C'est une volupté pour moi que d'être maltraité par le fouet ».
Wanda dira en le quittant : « Libre ! Délivrée du tourment de dix années !... M'appartenir de nouveau à moi ne jamais plus mettre une fourrure, ne jamais plus tenir un fouet et ne jamais plus entendre dire le mot Grec !... Comme une lourde armure portée durant de longues années, qui m'avait comprimée gênée dans les mouvements naturels de mon corps et menacée de me mutiler ».
C'est ainsi que deux camps s'élèvent, ceux qui considèrent Wanda comme une victime et les autres ceux qui la considèrent comme une aventurière.

## Relations publiques

### Juliette Adam
Il rentre en relation avec la très célèbre Juliette Adam. Elle est la maîtresse de Léon Gambetta. Lorsqu'elle lance sa revue Chez Calmann-Lévy, elle publie deux nouvelles de Sacher-Masoch. Hassara Raba et L'Ilau.
Elle rencontre personnellement Sacher-Masoch à Leipzig en 1882. Selon Bernard Michel, elle joue un rôle important afin d'obtenir la légion d'honneur à Sacher Masoch.

### Catherine Strebinger
Elle entre dans la vie de Sacher-Masoch en juin 1878. elle avait déjà traduit quelques nouvelles. En 1879 elle devient sa traductrice attitrée à la place de Thérèse Bentzon. Thérèse Bentzon après avoir encensé Sacher-Masoch va tirer sur lui à boulets rouges.
Catherine Strebinger est très vite séduite par la personnalité de l'écrivain, son talent, sa culture, elle le chasse carrément et veut un enfant de lui. Ce qui déplait à Masoch, car le chasseur, c'est lui. Lui qui forme une femme en dominatrice et lui souffle les dures paroles qu'elle doit prononcer.
« Les femmes trop masculines l'exaspéraient. Chasseur, il n'aimait pas devenir le gibier. Les femmes dominatrices dont il rêvait devaient être aussi passionnées et sentimentales. »
Catherine Strebinger est une femme passionnément libre. Masoch, est partisan dans l'abstrait de l'émancipation de la femme. Il est là en contradiction avec ce qu'il préconise : trop c'est trop ! Catherine est trop libre pour l'écrivain maso-phallocrate. En revanche Wanda est subjuguée, ce qui déplait profondément à Masoch. Car Wanda fait alliance avec Catherine, elle en parle dans confession de ma vie.
Catherine tient un langage très étonnant pour l'époque et Bernard Michel la cite lorsqu'elle s'adresse à Wanda : « Quand un jeune acteur, Strassann, est engagé à Graz, elle murmure à Wanda lors de la première représentation : « Il est par trop beau, il faut que je me le paie » ». Tant de liberté fascine Wanda.
Catherine devient la maîtresse de l'homme politique grand polémiste Français Henri Rochefort.
Les relations de Catherine et Masoch se détériorent. Catherine et Wanda sont parfois injuriées dans les parcs de la ville.
Enfin Catherine découvre que les bijoux offert par Henri Rochefort sont faux et s'en plaint à Léon Gambetta. Elle quitte Graz à la recherche de « nouveaux cadres pour ses plaisirs ».

### Thérèse Bentzon
Sous forme de roman, en 1874, Thérèse Bentzon traduit huit nouvelles de Leopold von Sacher-Masoch. Ces nouvelles sont publiées chez Hachette sous le titre : Le Legs de Caïn et sur la Revue des deux Mondes du 15 décembre 1875 sous le titre Les Contes Galiciens.

Catherine Strebinger devient la traductrice attitrée de Sacher-Masoch. Thérèse Bentzon torpille l'écrivain.
Elle intervient auprès de plusieurs éditeurs et fait refuser le Nouveau Job par Calmann-Lévy éditeur attitré de l'écrivain.

Elle écrit à l'éditeur Pierre-Jules Hetzel

« Un livre froid, décousu et mal composé […] Surtout que l'auteur n'écrive rien directement dans son français qu'il croit très joli du reste. Peut être ferez-vous bien d'insinuer poliment que si son français est celui de ses lettres, vous trouverez l'allemand plus facile à comprendre […] Sacher-Masoch vous parle à la fin d'un grand roman en deux volumes qui se recommande par des scènes « d'une vive sensualité ». Je vous engage à vous méfier car s'il avoue que c'est vif, ce doit être révoltant. Il n'a ni tact ni mesure […] Il n'y a que l'argent qui en lui suscite son inspiration […] Cet homme est un vrai forban à sa manière, quoique plein de talent. »

 Ainsi le Nouveau Job est refusé par Pierre-Jules Hetzel.
Ces lettres non datées avec précision arrivent chez Hetzel en 1876. Catherine Strebinger devient traductrice attitrée de l'écrivain en 1878. Thérèse Bentzon n'est plus celle « qu'il nommait sa très aimable chargée d'affaires ».
Autre litige ; à propos du roman de Sacher-Masoch Marcella publié pour la première fois dans la Revue des deux Mondes.

Thérèse Bentzon est-elle responsable de malveillances ?  Vianney Piveteau, dans sa préface de la nouvelle édition de Marcella publiée sous le titre de La Madone à la fourrure, écrit : « À qui devons-nous attribuer ces coupures ? À la traductrice ou à l'éditeur ? ». 

« Les rééditions de Marcella au XXe siècle chez Éditions Tchou. Et celle chez Oswald en 1981 sont des reprises de la traduction de Thérèse Bentzon parue en 1874. Or, si nous comparons cette version avec l'édition originale allemande Nous constatons que :
- environ 30% manquent ;
- l'épigraphe et certaines notes de l'auteur ont été supprimées ;
- au cours du texte, des noms d'écrivains ou de peintres ont disparu ;
- la plus grande partie des textes philosophiques manque.

Plus étonnant encore, tandis que l'auteur s'est rendu présent dans la nouvelle française, toutes occurrences « Leopold » et Sacher Masoch etc.. »

Dans une parution récente de plusieurs nouvelles de Leopold von Sacher-Masoch le rédacteur de la préface, Olivier Gariguel, tout en reprenant Vianney Piveteau, donne encore plus de précisions sur le massacre : « Les nombreuses éditions de Sacher-Masoch sous le manteau ou pirates jettent un doute sur leur fiabilité. »
D'après Jean-Paul Corsetti : « Ces parutions ont souvent manqué de soin dans la composition, la traduction ou la mise en pages [...] certaines d'entre elles n'ont pas hésité à présenter un texte remanié — délicieux euphémisme ! — tronqué, ou enrichi à seules fins commerciales dans le but avoué de racoler un certain public friand d'une littérature affriolante et légère. Nombre d'éditions - clandestines ou non - ont largement exploité le filon éditorial du masochisme en utilisant le nom de l'auteur et en faisant paraître sous celui-ci des ouvrages d'imitation qu'on ne peut en aucune manière lui attribuer ».
La question reste posée nous dit Olivier Gariguel : « Qui de François Buloz ou Thérèse Bentzon est responsable ? » Et Olivier Gariguel n'exclut pas que cela soit le cas de Femmes Slaves qu'il préface.
S'il est exact que dans ce roman : Marcella, des textes philosophiques et des références à l'art aient été supprimés. Ce roman, privé d'intelligence et de culture devient un roman sex shop. C'est la pire vengeance que l'on puisse faire à un grand auteur.

### Ordre moral
Selon Jean-Paul Corsetti, dans son livre Dégénérescence (1894) Max Nordau prolonge les théories de L'homme de génie (1889). prétend que Le masochisme est une sous-espèce de la sensation sexuelle contraire. On le lit dans le chapitre consacré à l'égotisme et à l'ibsénisme.
Selon Rudolph Gottschall, à côté de La Vénus à la fourrure, le livre de nouvelles du Faublas de Louvet « ont le charme de la naïveté ».
D'après Jean-Paul Corsetti, Sacher-Masoch, dès les premiers jours d'une célébrité précoce, est attaqué par la presse des bien-pensants. En 1866 il est vilipendé par la presse pour son panslavisme, puis en 1885 pour son philosémitisme et son anti-germanisme.

Jean-Paul Corsetti précise que, sur les attaques que Sacher-Masoch subira tout au long de sa carrière, s'en greffent d'autres, dirigées contre la partie morale de l'œuvre. C'est ainsi que Corsetti cite Karl von Thaler qui écrit dans New Freie Press en 1870, à la suite de la publication de l'Amour de Platon et de La Vénus à la fourrure : 

« La sensualité d'aujourd'hui est malade... La maladie est générale et les meilleurs de nos contemporains n'en sont pas toujours préservés. Dans Un amour de Platon et le Clair de Lune, Leopold à force de vouloir être naturel, tombe dans les platitudes. [...] Dans La Vénus à la fourrure, il se débarrasse même de ce dernier vêtement et apparaît au naturel. Lorsque j'ai lu la nouvelle, j'ai dit bien brièvement : fi donc ! Je ne crois pas qu'un homme intellectuellement sain puisse porter un jugement différent. Ce sont des folies dignes des communistes et des nihilistes, ces barbares. Quiconque aime sa patrie et la liberté doit combattre de toutes ses forces contre toute tentative d'importer en Allemagne ces vues nihilistes. Elles sont comme la peste et demandent un cordon sanitaire [...] je voudrais lui conseiller de penser seulement en russe, mais d'écrire en russe car en Allemagne, il n'y aurait aussi peu de place pour lui et ses livres que pour la barbarie russe au nom de laquelle sa Wanda von Dunajeff fouette ses amants. »

Karl von Thaler ajoute que : « Sur le terrain qu'il emprunte avec Marcella, Sacher-Masoch part peut-être pour réparer les pêchés contre l'esprit du peuple allemand. » Bernard Michel ajoute qu'avec Frenzel, il fut le plus violent contre l'auteur.
Dans le dernier chapitre du roman, Marcella se positionne dans la trinité du rêve masochiste dont parle Gilles Deleuze, entre l'hétaïre génératrice du désordre et la sadique, la tueuse. Elle est la figure maternelle froide.